# Specie italiane di Centaurea

## Elenco specie italiane
Le seguenti 80 specie di Centaurea sono indicate nella "Flora d'Italia" (2ª edizione 2018) come presenti spontaneamente sul territorio italiano.
- Centaurea acaulis L.
- Centaurea aeolica  Guss. ex Lojac.
- Centaurea aetaliae  (Sommier) Bég.
- Centaurea ambigua  Guss.
- Centaurea aplolepa  Moretti
- Centaurea arachnoidea  Viv.
- Centaurea aspera  L.
- Centaurea benedicta  (L.) L.
- Centaurea bugellensis  (Soldano) Soldano
- Centaurea busambarensis  Guss.
- Centaurea calcitrapa  L.
- Centaurea centauroides  L.
- Centaurea ceratophylla  Ten.
- Centaurea cineraria  L.
- Centaurea collina  L.
- Centaurea corensis Vals. & Filigh.
- Centaurea cristata Bartl.
- Centaurea decipiens  Thuill.
- Centaurea delucae  C.Guarino & Rampone
- Centaurea deusta  Ten.
- Centaurea dichroantha  A.Kern.
- Centaurea diffusa  Lam.
- Centaurea diluta Aiton
- Centaurea diomedea  Gasp.
- Centaurea erycina Raimondo & Bancheva
- Centaurea filiformis  Viv.
- Centaurea flosculosa  Balb. ex Willd.
- Centaurea giardinae Raimondo & Spadaro
- Centaurea gussonei Raimondo & Spadaro
- Centaurea gymnocarpa  Moris & De Not.
- Centaurea horrida  Badarò
- Centaurea hyalolepis  Boiss.
- Centaurea iberica  Trevir. ex Spreng.
- Centaurea jacea  L.
- Centaurea japygica  (Lacaita) Brullo
- Centaurea kartschiana  Scop.
- Centaurea leucadea  Lacaita
- Centaurea leucophaea  Jord.
- Centaurea lacaitae Peruzzi
- Centaurea macroacantha Guss.
- Centaurea macroptilon  Borbás
- Centaurea magistrorum Arrigoni & Camarda
- Centaurea melitensis  L.
- Centaurea montaltensis  (Fiori) Peruzzi
- Centaurea montis-borlae  Soldano
- Centaurea napifolia  L.
- Centaurea nemoralis  Jord.
- Centaurea nervosa  Willd.
- Centaurea nigra  L.
- Centaurea nigrescens  Willd.
- Centaurea orientalis L.
- Centaurea paniculata  L.
- Centaurea panormitana Lojac.
- Centaurea parlatoris  Heldr.
- Centaurea pestalotii  De Not. ex Ces.
- Centaurea phrygia  L.
- Centaurea pullata  L.
- Centaurea ragusina  L.
- Centaurea rhaetica  Moritzi
- Centaurea rupestris  L.
- Centaurea saccensis Raimondo, Bancheva & Ilardi
- Centaurea scabiosa (L.) Holub
- Centaurea scannensis  Anzal., Soldano & F.Conti
- Centaurea seridis  L.
- Centaurea sicana Raimondo & Spadaro
- Centaurea sicula  L.
- Centaurea solstitialis  L.
- Centaurea sphaerocephala  L.
- Centaurea stoebe  L.
- Centaurea subjacea  Hayek
- Centaurea subtilis  Bertol.
- Centaurea tauromenitana  Guss.
- Centaurea tenoreana  Willk.
- Centaurea tenorei  Guss. ex Lacaita
- Centaurea thuillieri  (Dostál) J.Duvign. & Lambinon
- Centaurea tommasinii  A.Kern.
- Centaurea torreana  Ten.
- Centaurea valesiaca  (DC.) Jord.
- Centaurea veneris  (Sommier) Bég.
- Centaurea uniflora  Turra

Le seguenti 5 specie sono presenti in Italia e assegnate, nella "Flora d'Italia" , al genere Cyanus  Mill., ma considerate da altre checklist all'interno della sect. Cyanus del genere Centaurea.
- Centaurea axillaris Willd. (Cyanus nanus (Ten.) Pignatti et Iamonico)
- Centaurea cyanus L. (Cyanus segetum Hill)
- Centaurea depressa M.Bieb. (Cyanus depressus (M.Bieb.) Sojaò
- Centaurea montana L. (Cyanus montanus (L.) Hill)
- Centaurea triumfettii All. (Cyanus triumfettii (All.) Dostál ex Á.Löve & D.Löve)

Altre 19 specie sono presenti in Italia, ma non sono indicate (espressamente o principalmente) nella "Flora d'Italia":
- Centaurea akroteriensis Gennaio & Q.G.Manni, 2020[5]
- Centaurea arrigonii  Greuter[6] (Pignatti segnala questa specie all'interno di C. tenore come dubbia e meritoria di ulteriori studi).
- Centaurea aspromontana  Brullo, Scelsi & Spamp.[6] (In Pignatti questa specie appartiene al gruppo polimorfo Centaurea deusta, che necessita di uno studio monografico approfondito).
- Centaurea brulla  Greuter[7] (vedi C. aspromontana).
- Centaurea calabra  G.Caruso, S.A.Giardina, Raimondo & Spadaro[8] (vedi C. aspromontana).
- Centaurea graminifolia  (Lam.) Muñoz Rodr. & Devesa[9] (in Pignatti questa specie, col nome di C. variegataLam., è presente come sinonimo di Cyanus triumfetti)
- Centaurea kanitziana  Janka ex D.Brândza[10] (in Pignatti è descritta all'interno della specie C. kartschiana, ma il suo ritrovamento in Italia è considerata un evento effimero)
- Centaurea ilvensis  (Sommier) Arrigoni[11] (secondo la "Flora d'Italia" C. ilvensis, C. aetaliae e C. litigiosa formano un gruppo di specie i cui rapporti sono da chiarire)
- Centaurea integrans  Naggi[11] (Pignatti descrive questa entità nella serie polimorfa di C. aplolepa).
- Centaurea ionica  Brullo[12] (vedi C. aspromontana).
- Centaurea litigiosa  (Fiori) Arrigoni[13] (vedi C. ilvensis)
- Centaurea nobilis  (E.Groves) Brullo[14] (vedi C. aspromontana).
- Centaurea pentadactyli  Brullo, Scelsi & Spamp.[15] (vedi C. aspromontana).
- Centaurea poeltiana  Puntillo[16]  (vedi C. aspromontana).
- Centaurea pseudocineraria  (Fiori) Rouy[17]  (in Pignatti questa specie è descritta come C. leucophaea subsp. controversa (Briq. & Cavill.) Kerguélen)
- Centaurea sarfattiana  Brullo, Gangale & Uzunov[18] (vedi C. aspromontana).
- Centaurea scillae  Brullo[19] (vedi C. aspromontana).
- Centaurea seguenzae (Lacaita) Domina, Greuter & Raimondo[20]  (nella "Flora d'Italia" questa specie è descritta all'interno della specie C. panormitana come subsp. seguenzae (Lacaita) Greuter)
- Centaurea tenacissima  (Groves) Brullo[21] (vedi C. aspromontana).

Elenco delle specie di Centaurea introdotte in Italia o esotiche naturalizzate o non più ritrovate o dubbie:
- Centaurea alexandrina Delile[22] (nella "Flora d'Italia" questa specie è descritta all'interno della specie C. hyalolepis)
- Centaurea babylonica (L.) L.[23] (è una specie introdotta in Sardegna).
- Centaurea glomerata Vahl[24]
- Centaurea jordaniana  Gren. & Godr.[25][26](si trova nelle Alpi Francesi)
- Centaurea pectinata  L.[26][27](si trova nelle Alpi Francesi)
- Centaurea salonitana Vis.[28](segnalata in Trentino e in Puglia ma non più ritrovata[1])

Queste 2 specie elencate nella "Flora d'Italia" (2ª edizione 2018) sono considerate sinonimi in altre checklist:
- Centaurea microptilon Godr. & Gren. (sinonimo di Centaurea nigra L. subsp. nigra[29])
- Centaurea pumilio L. (sinonimo di Crocodilium pumilio  (L.) N.Garcia & Susanna[30])

## Visione sinottica del genere
Per meglio comprendere ed individuare le varie specie del genere Centaurea (solamente per le specie spontanee della flora italiana) l'elenco seguente, tratto dalla Flora d'Italia di Sandro Pignatti (1ª edizione 1982 e 2ª edizione 2018) con relativi aggiornamenti, utilizza in parte il sistema delle chiavi analitiche (vengono cioè indicate solamente quelle caratteristiche utili a caratterizzare e distingue una specie dall'altra).

### Prima sezione

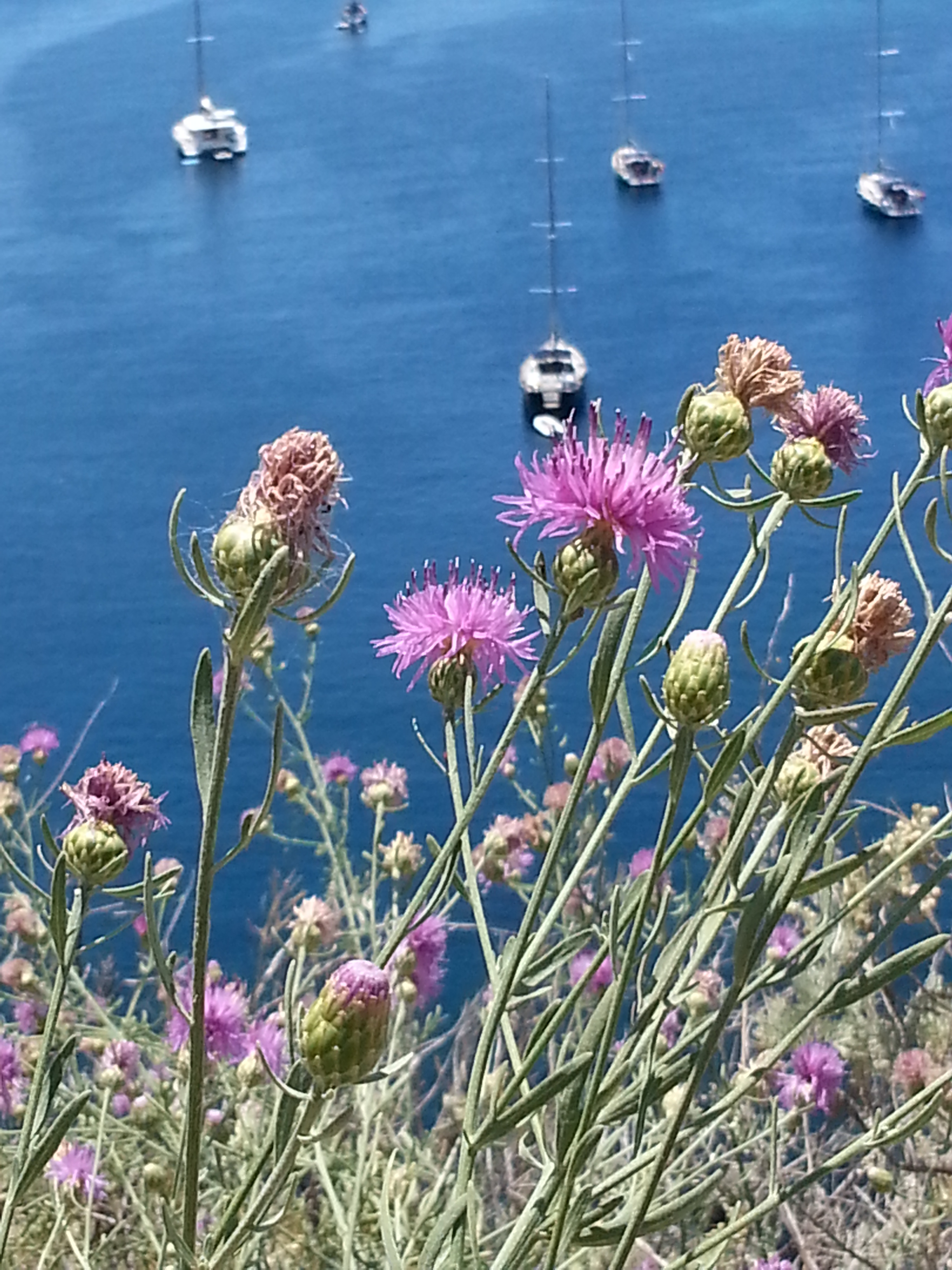
Centaurea aeolica

Le brattee (o squame) dell'involucro terminano con una appendice decorrente (esclusa C. aeolica le cui brattee sono prive di appendici), ossia non è chiaramente separata (tramite una strozzatura) dal corpo sottostante della squama e all'apice è presente una singola spina (oppure le brattee sono inermi);
- 1A: il colore della corolla è giallo;

- 2A: il pappo è più lungo dell'achenio;

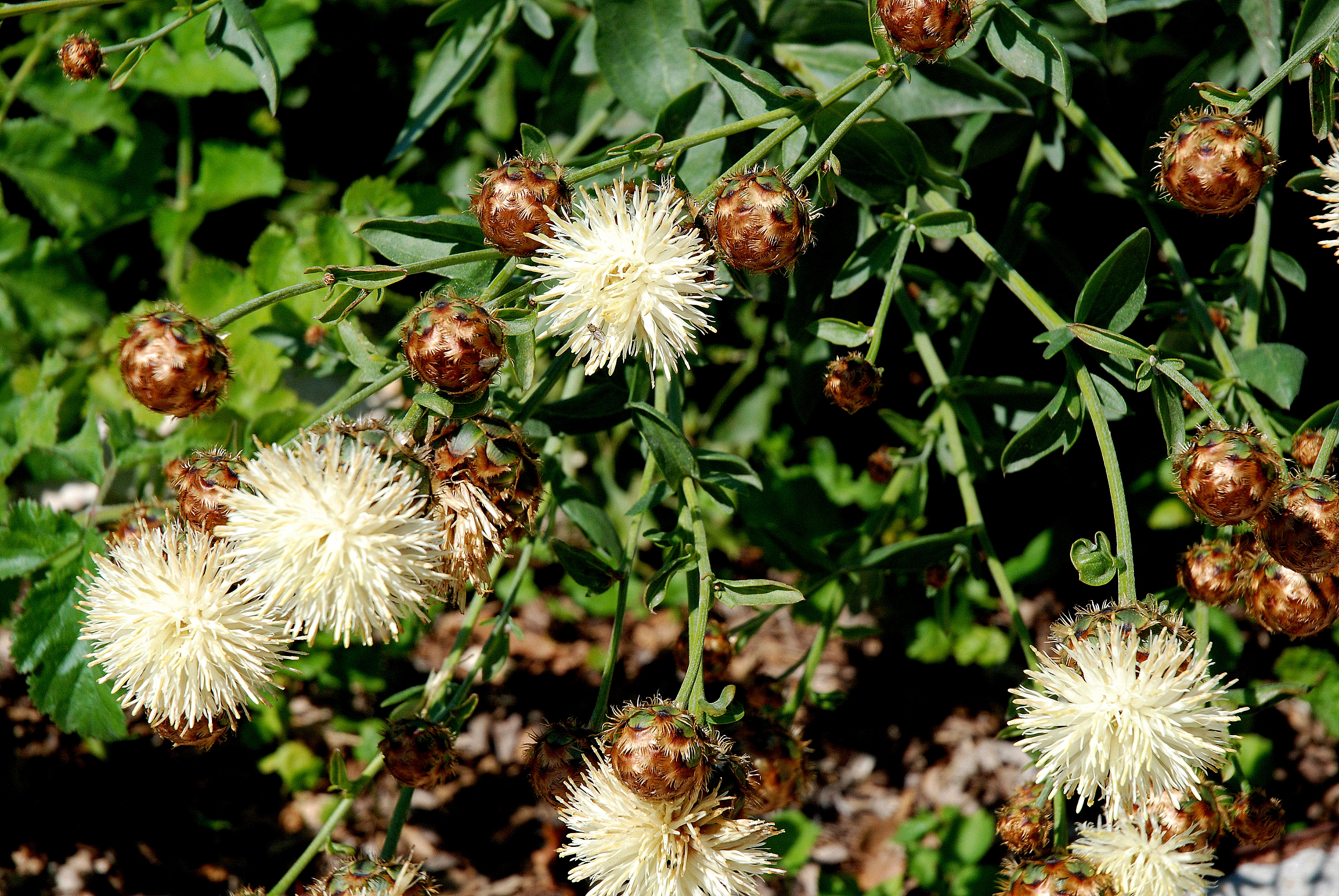
Centaurea tauromenitana

Centaurea tauromenitana Guss. - Fiordaliso di Taormina: l'altezza massima è di 3 - 10 dm; il ciclo biologico è perenne; la forma biologica è camefita suffruticosa (Ch suffr); il tipo corologico è Endemico (Sicilia); l'habitat tipico sono le rupi e i muri; è una specie molto rara e la distribuzione sul territorio italiano è relativa alla Sicilia fino ad una altitudine compresa tra 400 e 600 m s.l.m.

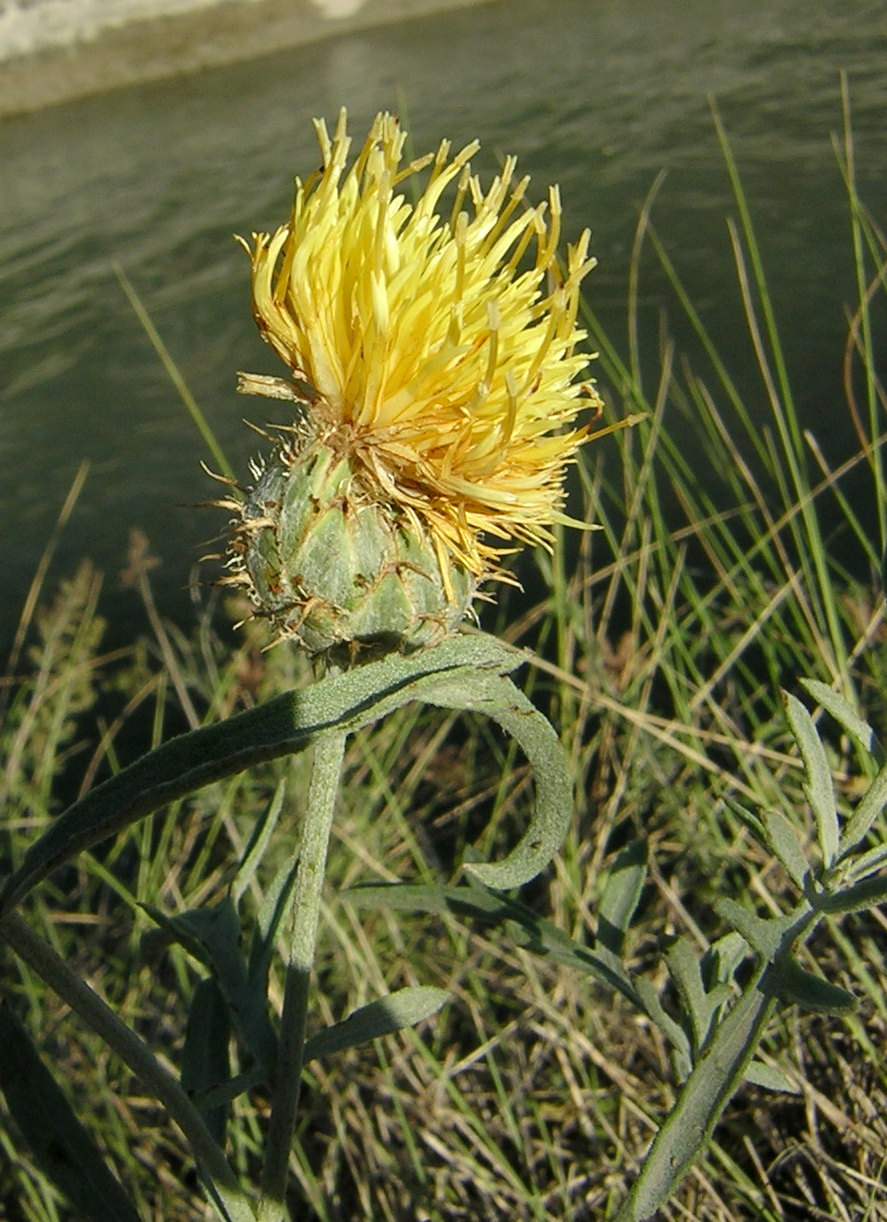
Centaurea collina

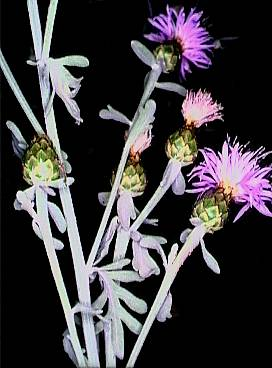
Centaurea busambarensis

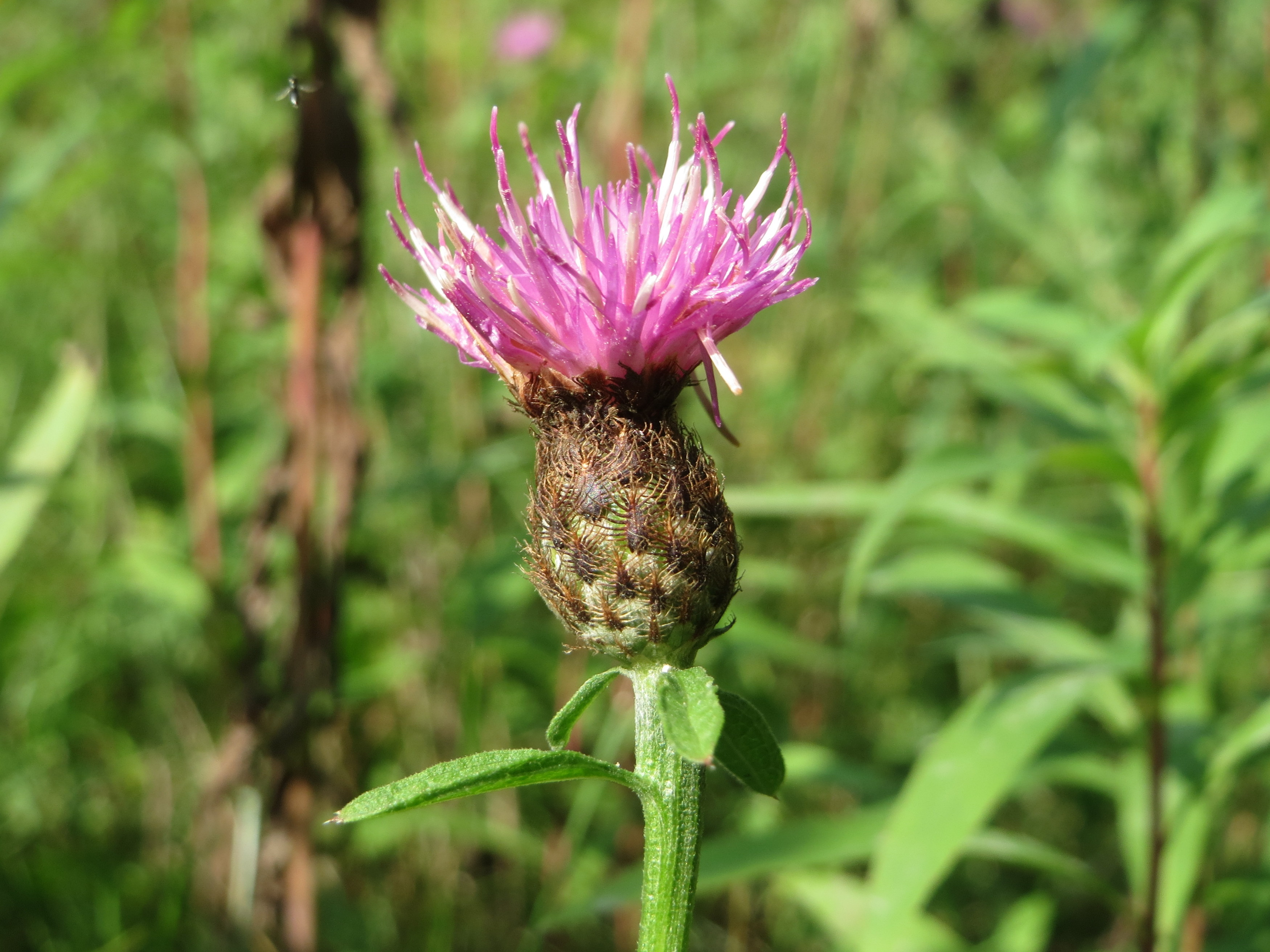
Centaurea stoebe

Centaurea collina L. - Fiordaliso dei colli: l'altezza massima è di 2 - 6 dm; il ciclo biologico è perenne; la forma biologica è emicriptofita scaposa (H scap); il tipo corologico è Steno-Mediterraneo / Nord Occidentale; l'habitat tipico sono i campi, le vigne e gli incolti aridi; è una specie rara e la distribuzione sul territorio italiano è discontinua fino ad una altitudine di 500 m s.l.m.

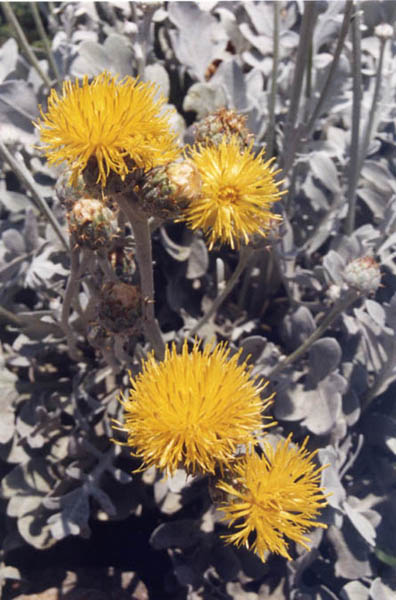
Centaurea ragusina

Centaurea salonitana Vis.: il ciclo biologico è perenne; la forma biologica è emicriptofita scaposa (H scap); il tipo corologico è Sud Est Europeo / Ovest Asiatico; segnalata in Trentino e in Puglia ma non più ritrovata.
Centaurea centauroides L. - Fiordaliso di Basilicata: l'altezza massima è di 3 - 10 dm; il ciclo biologico è perenne; la forma biologica è emicriptofita scaposa (H scap); il tipo corologico è Endemico (Sud Appenninico); l'habitat tipico sono i campi, le vigne e le boscaglie aride; è una specie comune e la distribuzione sul territorio italiano è relativa al Sud fino ad una altitudine di 600 m s.l.m..
Centaurea ragusina L. - Fiordaliso di Ragusa: l'altezza massima è di 3 - 6 dm; il ciclo biologico è perenne; la forma biologica è emicriptofita scaposa (H scap); il tipo corologico è Sud Est Europeo (in Italia è esotica naturalizzata); l'habitat tipico sono i vecchi muri; la distribuzione sul territorio italiano è relativa al Nord.
- 2B: il pappo è più breve dell'achenio;

Centaurea acaulis L. - Fiordaliso acaule: l'altezza massima è di 2 - 3 dm; il ciclo biologico è perenne; la forma biologica è emicriptofita rosulata (H ros); il tipo corologico è Steno-Mediterraneo Sud-Ovest; l'habitat tipico sono gli incolti e i pendii aridi; è una specie rara e la distribuzione sul territorio italiano è relativa all'isola di Lampedusa fino ad una altitudine di 100 m s.l.m..
Complesso di C. rupestris (vedi più avanti);
- 1B: il colore della corolla è rosso o biancastro;

- 3A: il portamento delle piante è cespuglioso e spinoso;

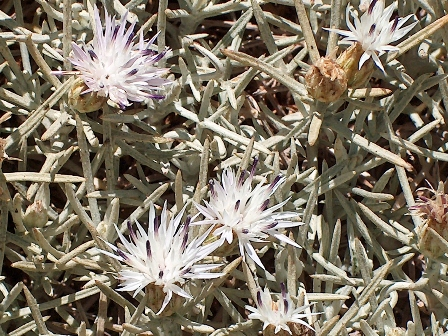
Centaurea horrida

Centaurea horrida  Badarò - Fiordaliso spinoso: l'altezza massima è di 1 - 3 dm; il ciclo biologico è perenne; la forma biologica è camefita fruticosa (Ch frut); il tipo corologico è Endemico (Sardo); l'habitat tipico sono i pendii aridi spazzati dal vento marino; è una specie rara e si trova solamente in Sardegna fino ad una altitudine di 100 m s.l.m..
- 3B: il portamento delle piante è erbaceo;

- 4A: il fusto è ricoperto da peli rossastri;

Centaurea filiformis  Viv. - Fiordaliso di Oliena: l'altezza massima è di 3 - 5 dm; il ciclo biologico è perenne; la forma biologica è camefita suffruticosa (Ch suffr); il tipo corologico è Endemico (Sardo); l'habitat tipico sono le rupi calcaree; è una specie molto rara e la distribuzione sul territorio italiano è relativa alla Sardegna fino ad una altitudine di 1.200 m s.l.m..
- 4B: il fusto ha una superficie glabra, oppure pubescente (ma non con peli rossastri);

- 5A: la superficie delle foglie è ricoperta da peli chiari;

- 6A: il diametro dei capolini è di 15 - 25 mm;

Centaurea pumilio L. - Fiordaliso di Creta: l'altezza massima è di 4 - 20 cm; il ciclo biologico è perenne; la forma biologica è emicriptofita scaposa (H scap); il tipo corologico è Est Steno-Mediterraneo; l'habitat tipico sono le sabbie marittime; è una specie molto rara e la distribuzione sul territorio italiano è relativa alla Sardegna fino ad una altitudine di 1.200 m s.l.m..
Centaurea saccensis Raimondo, Bancheva & Ilardi - Fiordaliso di Sciacca: l'altezza massima è di 4 - 7 dm; il ciclo biologico è perenne; la forma biologica è camefita rosulata (Ch ros); il tipo corologico è Endemico (Siculo); l'habitat tipico sono le rupi calcaree; è una specie molto rara e nella Sicilia meridionale fino ad una altitudine di 100 - 200 m s.l.m..
Centaurea busambarensis Guss. - Fiordaliso della Busambra. l'altezza massima è di 3 - 5 dm; il ciclo biologico è perenne; la forma biologica è emicriptofita scaposa (H scap); il tipo corologico è Endemico (Siculo); l'habitat tipico sono le rupi calcaree; è una specie comune e si trova in Sicilia fino ad una altitudine compresa tra 600 e 1.400 m s.l.m..
Centaurea delucae C.Guarino & Rampone - Fiordaliso di De Luca: l'altezza massima è di 1 - 4 dm; il ciclo biologico è perenne; la forma biologica è emicriptofita scaposa (H scap); il tipo corologico è Endemico (Appenninico); l'habitat tipico sono i macereti e le rocce friabili; è una specie rara e si trova al centro dell'Italia fino ad una altitudine compresa tra 800 e 1.500 m s.l.m..
Centaurea erycina Raimondo & Bancheva - Fiordaliso di Erice: l'altezza massima è di 2 - 14 dm; il ciclo biologico è perenne; la forma biologica è camefita rosulata (Ch ros); il tipo corologico è Endemico; l'habitat tipico sono le rocce calcaree; è una specie rara e si trova in Sicilia fino ad una altitudine compresa tra 550 e 600 m s.l.m..
Complesso di C. parlatoris: (vedi più avanti);
- 6B: il diametro dei capolini è di 13 - 15 mm (minimo 3 mm);

- 7A: la lunghezza del pappo è minore di quella dell'achenio;

- 8A: il pappo è lungo da 1/8 a 1/3 della lunghezza dell'achenio;

Centaurea aplolepa Moretti - Fiordaliso tirreno: l'altezza massima è di 2 - 9 dm; il ciclo biologico è perenne; la forma biologica è emicriptofita scaposa (H scap); il tipo corologico è Endemico (Ligure-Tirrenico); l'habitat tipico sono gli ambienti aridi; la distribuzione sul territorio italiano è relativa al Nord-Ovest (Liguria-Toscana) fino ad una altitudine di 500 m s.l.m..

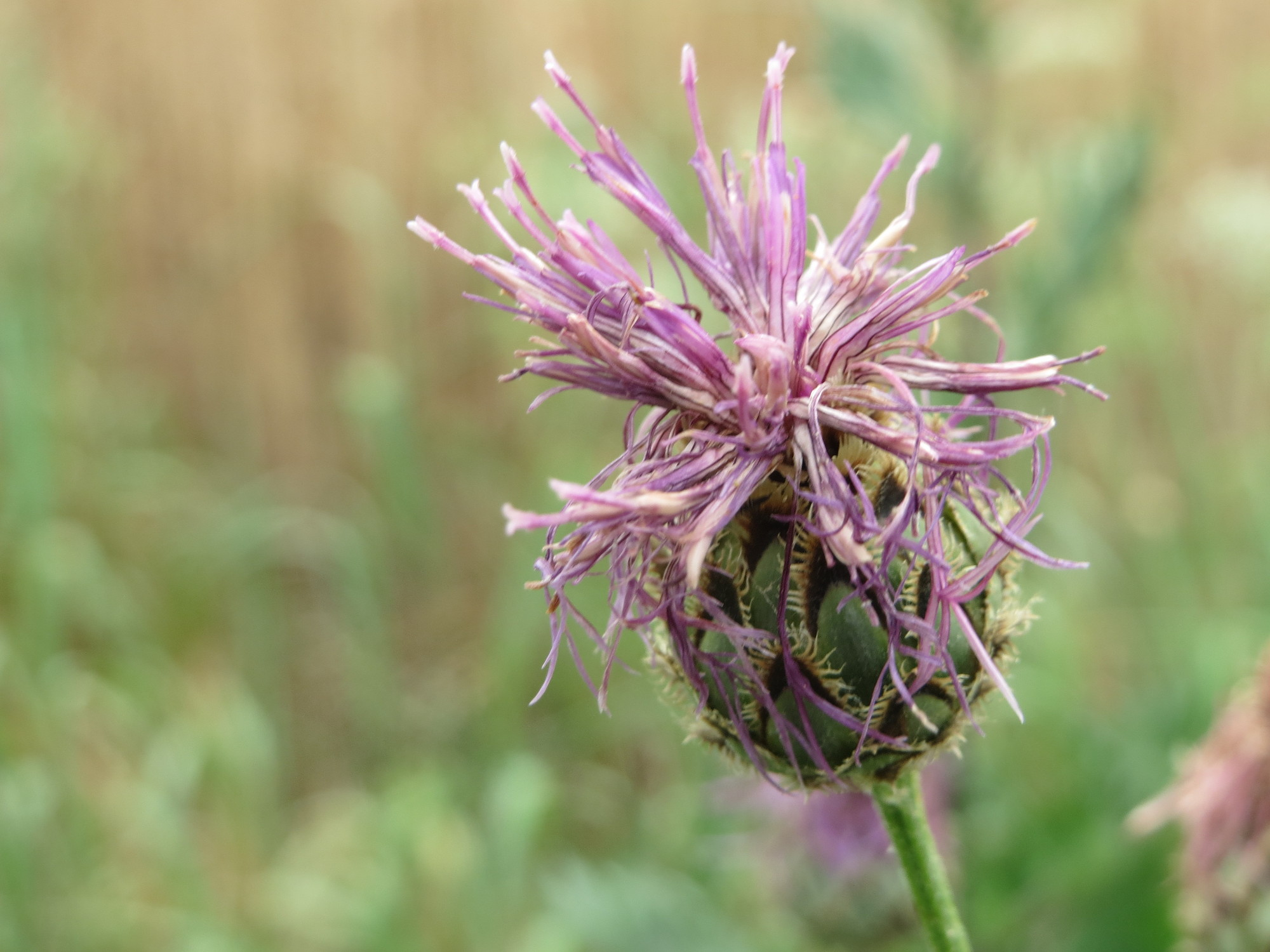
Centaurea scabiosa

Centaurea integrans  Naggi (Pignatti descrive questa entità endemica nella serie polimorfa di C. aplolepa).
Centaurea leucophaea  Jord. - Fiordaliso pallido: l'altezza massima è di 3 - 5 dm; il ciclo biologico è bienne; la forma biologica è emicriptofita bienne (H bienn); il tipo corologico è Nord Ovest Mediterraneo; l'habitat tipico sono i prati aridi steppici; è una specie rara e si trova al Nord-Ovest fino ad una altitudine di 1.500 m s.l.m..
Centaurea pseudocineraria  (Fiori) Rouy  (in Pignatti questa specie è descritta come C. leucophaea subsp. controversa (Briq. & Cavill.) Kerguélen)
- 8B: il pappo è lungo da 1/3 a 1/2 della lunghezza dell'achenio;

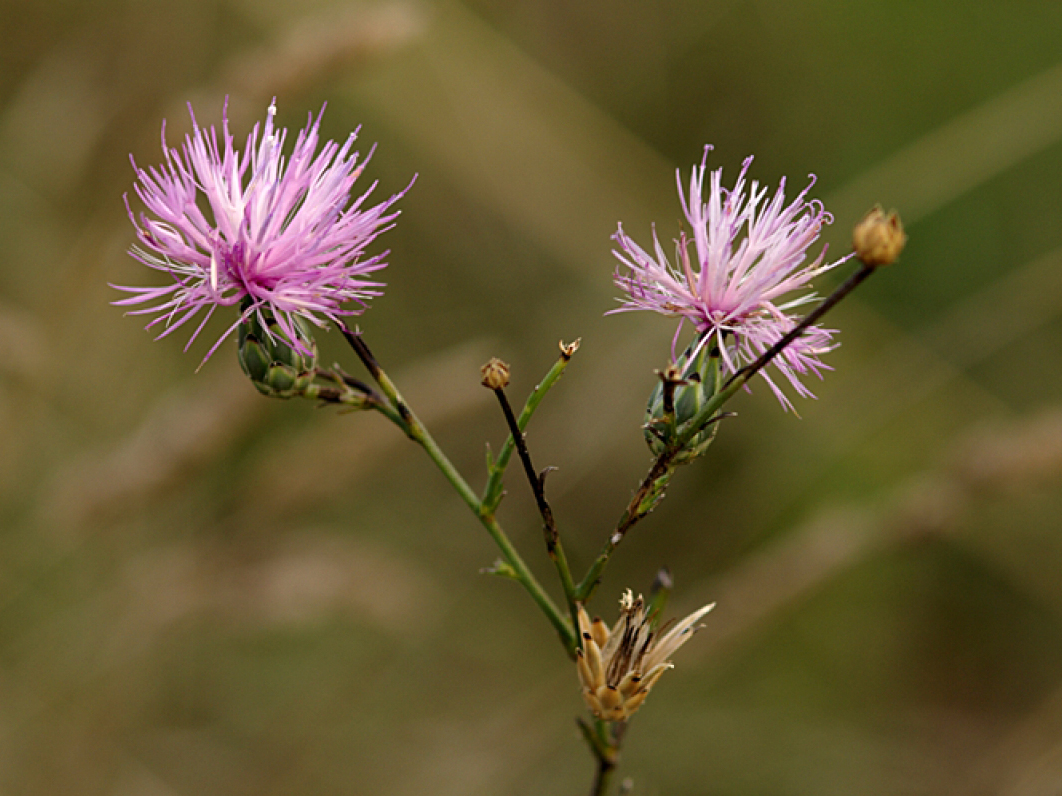
Centaurea paniculata

Centaurea paniculata L. - Fiordaliso pennacchiuto: l'altezza massima è di 4 - 8 dm; il ciclo biologico è bienne; la forma biologica è emicriptofita bienne (H bienn); il tipo corologico è Sud Ovest Europeo; l'habitat tipico sono i prati aridi steppici e i pendii erbosi; è una specie comune e si trova al Nord-Ovest fino ad una altitudine di 1.000 m s.l.m..
Centaurea subtilis Bertol. - Fiordaliso garganico: l'altezza massima è di 2 - 3 dm; il ciclo biologico è perenne; la forma biologica è emicriptofita scaposa (H scap)/camefita suffruticosa (Ch suffr); il tipo corologico è Endemico; l'habitat tipico sono le rupi calcaree; è una specie rara e si trova al Sud fino ad una altitudine compresa tra 100 e 900 m s.l.m..
Centaurea scannensis  Anzal., Soldano & F.Conti - Fiordaliso del Sagittario: l'altezza massima è di 2 - 4 dm; il ciclo biologico è perenne; la forma biologica è emicriptofita scaposa (H scap); il tipo corologico è Endemico (Centro Appenninico); l'habitat tipico sono le rupi calcaree; è una specie rara e si trova al Centro fino ad una altitudine compresa tra 1.000 e 1.400 m s.l.m..
- 8C: il pappo è lungo oltre la metà della lunghezza dell'achenio;

Complesso di C. tenorei: (vedi più avanti);
Centaurea aeolica Guss. ex Lojac. - Fiordaliso delle Eolie: l'altezza massima è di 3 - 4 dm; il ciclo biologico è perenne; la forma biologica è camefita suffruticosa (Ch suffr); il tipo corologico è Endemico (Tirrenico); l'habitat tipico sono le rupi e i pendii aridi; è una specie rara e la distribuzione sul territorio italiano è relativa alle isole Eolie fino ad una altitudine di 200 m s.l.m..
- 7B: la lunghezza del pappo è più o meno simile a quella dell'achenio;

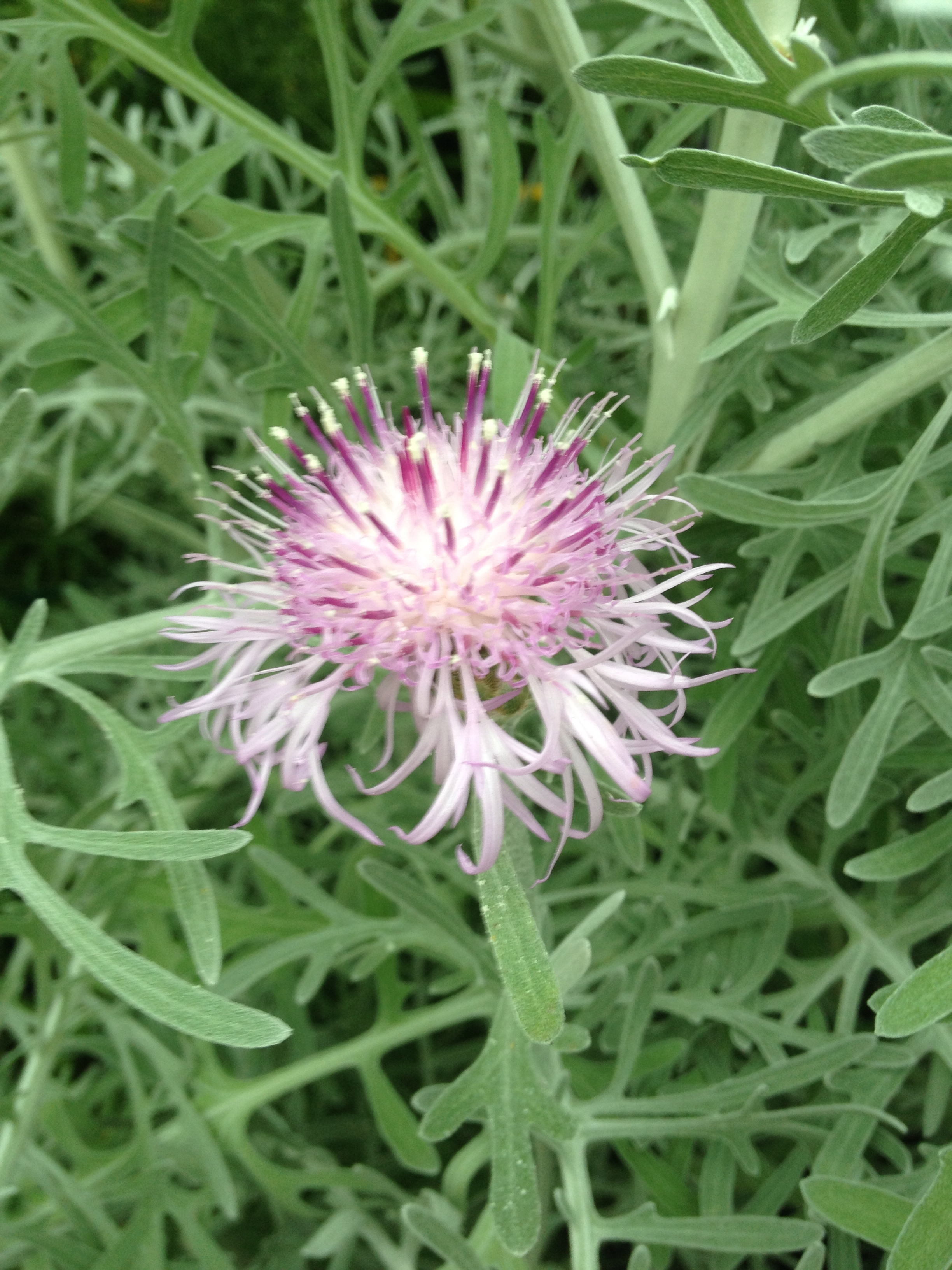
Centaurea cineraria

Centaurea cineraria L. - Fiordaliso delle scogliere: l'altezza massima è di 3 - 8 dm; il ciclo biologico è perenne; la forma biologica è emicriptofita scaposa (H scap)/camefita suffruticosa (Ch suffr); il tipo corologico è Endemico (Tirrenico); l'habitat tipico sono le rupi marittime; è una specie rara e si trova al Sud fino ad una altitudine di 100 m s.l.m..
Centaurea gymnocarpa  Moris & De Not. - Fiordaliso della Capraia. l'altezza massima è di 3 - 6 dm; il ciclo biologico è perenne; la forma biologica è camefita suffruticosa (Ch suffr); il tipo corologico è Endemico; l'habitat tipico sono le rupi marittime; è una specie molto rara e si trova nell'isola di Capraia fino ad una altitudine di 100 m s.l.m..
Centaurea panormitana Lojac. - Fiordaliso di Palermo: l'altezza massima è di 3 - 10 dm; il ciclo biologico è perenne; la forma biologica è camefita suffruticosa (Ch suffr)/emicriptofita scaposa (H scap); il tipo corologico è Endemico; l'habitat tipico sono le rupi costiere e quelle interne; è una specie che si trova nell'isola di Sicilia fino ad una altitudine di 700 m s.l.m..
Centaurea seguenzae (Lacaita) Domina, Greuter & Raimondo (nella "Flora d'Italia" questa specie è descritta all'interno della specie C. panormitana come subsp. seguenzae (Lacaita) Greuter): l'altezza massima è di 3 - 4 dm; si trova sulla costa settentrionale della Sicilia.
Centaurea kartschiana Scop. - Fiordaliso del Carso: l'altezza massima è di 15 - 40 cm; il ciclo biologico è perenne; la forma biologica è emicriptofita scaposa (H scap); il tipo corologico è Endemica; l'habitat tipico sono gli scogli e le rupi presso il mare; è una pianta molto rara e la distribuzione sul territorio italiano è relativa al Nord-Est fino ad una altitudine di 50 m s.l.m..
Centaurea kanitziana  Janka ex D.Brândza (in Pignatti è descritta all'interno della specie C. kartschiana, ma il suo ritrovamento in Italia è considerata un evento effimero).

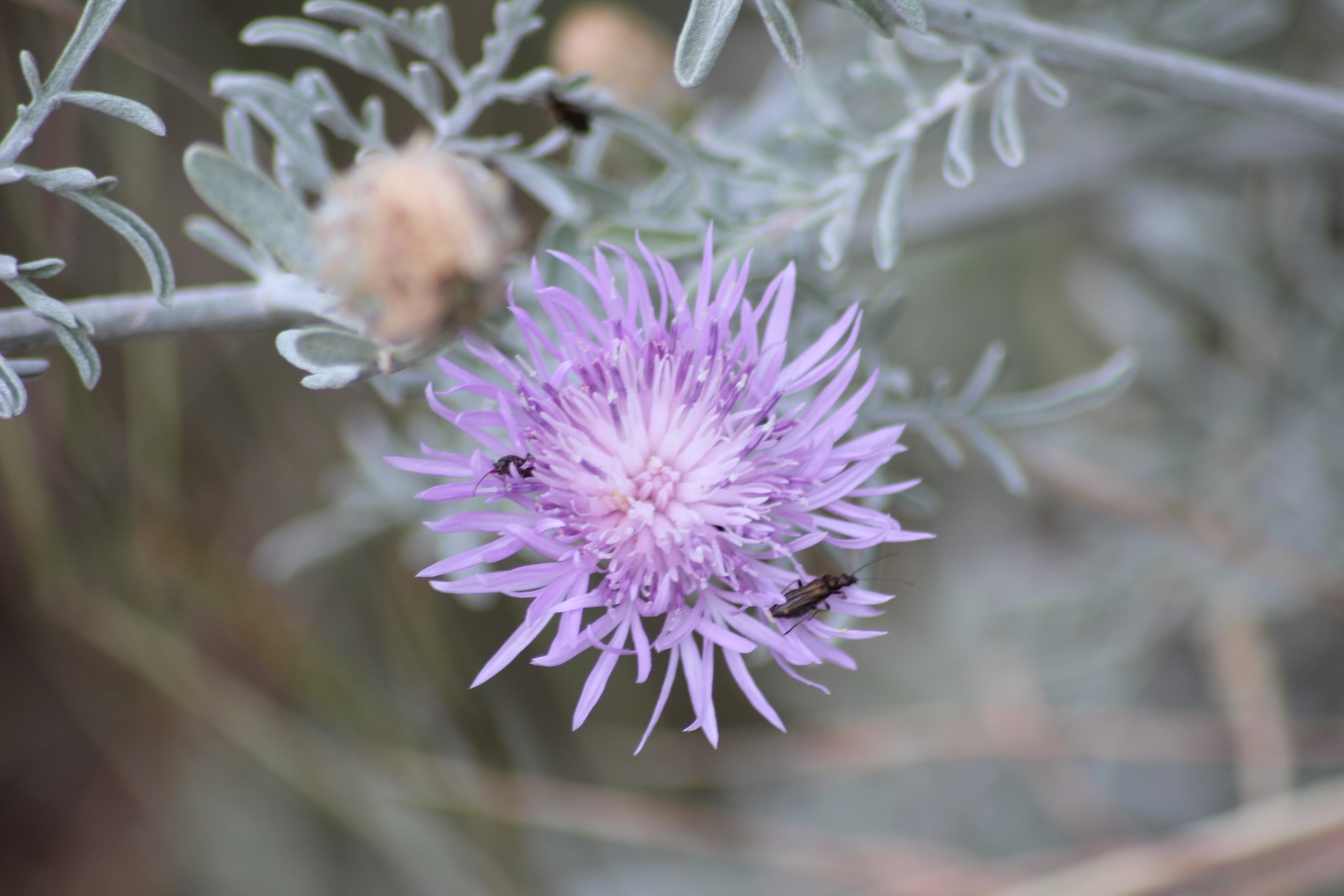
Centaurea Leucadea

Centaurea leucadea Lacaita - Fiordaliso del Capo di Leuca: l'altezza massima è di 3 - 5 dm; il ciclo biologico è perenne; la forma biologica è camefita suffruticosa (Ch suffr); il tipo corologico è Endemico; l'habitat tipico sono le rupi calcaree strapiombanti; è una specie molto rara e si trova in Puglia meridionale fino ad una altitudine di 100 m s.l.m..
- 5B: la superficie delle foglie è glabra oppure è ricoperta da peli colorati di verde;

- 9A: l'achenio è privo di pappo;

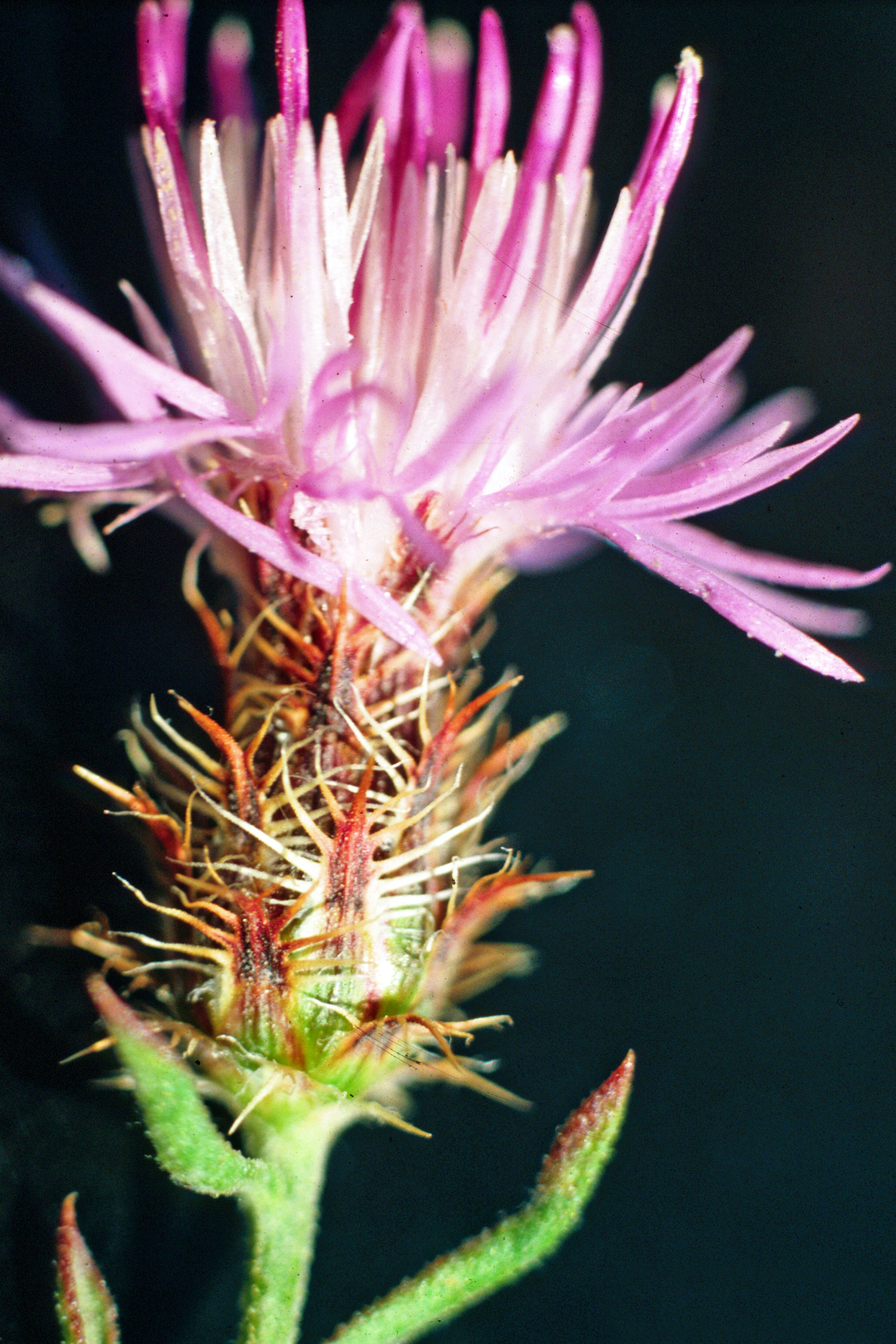
Centaurea diffusa

Centaurea diffusa Lam. - Fiordaliso diffuso: l'altezza massima è di 3 - 5 dm; il ciclo biologico è bienne; la forma biologica è emicriptofita bienne (H bienn); il tipo corologico è Est e Sud Est Europeo / Ovest Asiatico / Caucasico; l'habitat tipico sono gli incolti, i ruderi e le macerie; è una specie rara e si trova con discontinuità al Nord fino ad una altitudine di 500 m s.l.m..
Complesso di C. cristata: (vedi più avanti);
- 9B: l'achenio è provvisto di pappo;

- 10A: il pappo è lungo come l'achenio (o di più);

Centaurea ambigua  Guss. - Fiordaliso d'Abruzzo: l'altezza massima è di 2 - 4 dm; il ciclo biologico è bienne/perenne; la forma biologica è emicriptofita scaposa (H scap)/emicriptofita bienne (H bienn); il tipo corologico è Endemico; l'habitat tipico sono gli ambienti aridi; è una specie comune e si trova al Centro fino ad una altitudine compresa tra 1.000 e 2.500 m s.l.m..
Centaurea scabiosa L. - Fiordaliso vedovino: l'altezza massima è di 5 - 12 dm; il ciclo biologico è perenne; la forma biologica è emicriptofita cespitosa (H caesp); il tipo corologico è Eurasiatico; l'habitat tipico sono i prati e le boscaglie aride; è una specie comune e si trova al Nord e al Centro fino ad una altitudine compresa tra 300 e 2.000 m s.l.m..
- 10B: il pappo è lungo oltre la metà dell'achenio (ma non come l'achenio);

Centaurea veneris  (Sommier) Bég. - Fiordaliso di Porto Venere: l'altezza massima è di 3 - 5 dm; il ciclo biologico è perenne; la forma biologica è camefita suffruticosa (Ch suffr); il tipo corologico è Endemico; l'habitat tipico sono le rupi marittime; è una specie molto rara e si trova in Liguria fino ad una altitudine di 100 m s.l.m..
Centaurea stoebe L. - Fiordaliso dei pascoli e dei muretti: l'altezza massima è di 2 - 6 dm; il ciclo biologico è bienne; la forma biologica è emicriptofita bienne (H bienn); il tipo corologico è Centro Europeo / Alpico; l'habitat tipico sono i prati aridi steppici, pendii aridi e gli incolti; è una specie comune e si trova al Nord fino ad una altitudine di 1.500 m s.l.m..
Centaurea pestalotii  De Not. ex Ces. - Fiordaliso di Pestalozza: l'altezza massima è di 3 - 5 dm; il ciclo biologico è bienne; la forma biologica è emicriptofita bienne (H bienn); il tipo corologico è Sud Est Europeo; l'habitat tipico sono gli ambienti aridi; è una specie comune e si trova presso Verona.
Centaurea aetaliae  (Sommier) Bég. - Fiordaliso dell'Elba: l'altezza massima è di 2 - 9 dm; il ciclo biologico è perenne; la forma biologica è emicriptofita scaposa (H scap); il tipo corologico è Endemico; l'habitat tipico sono gli ambienti aridi; è una specie comune e si trova nell'isola d'Elba.
Centaurea ilvensis  (Sommier) Arrigoni (secondo la "Flora d'Italia" C. ilvensis, C. aetaliae e C. litigiosa formano un gruppo di specie i cui rapporti sono da chiarire).
Centaurea litigiosa  (Fiori) Arrigoni (secondo la "Flora d'Italia" C. ilvensis, C. aetaliae e C. litigiosa formano un gruppo di specie i cui rapporti sono da chiarire).
- 10C: il pappo è lungo meno della metà dell'achenio;

Centaurea magistrorum Arrigoni & Camarda - Fiordaliso dei maestri: l'altezza massima è di 2 - 3 dm; il ciclo biologico è perenne; la forma biologica è camefita suffruticosa (Ch suffr); il tipo corologico è Endemico; l'habitat tipico sono i substrati granitici e le garighe; è una specie molto rara e si trova in Sardegna orientale fino ad una altitudine di 850 m s.l.m..
Centaurea valesiaca  (DC.) Jord - Fiordaliso del Vallese: l'altezza massima è di 2 - 7 dm; il ciclo biologico è bienne; la forma biologica è emicriptofita bienne (H bienn); il tipo corologico è Nord Ovest Mediterraneo; l'habitat tipico sono i prati aridi steppici; è una specie rara e si trova al Nord-Ovest fino ad una altitudine di 1.500 m s.l.m..

### Seconda sezione

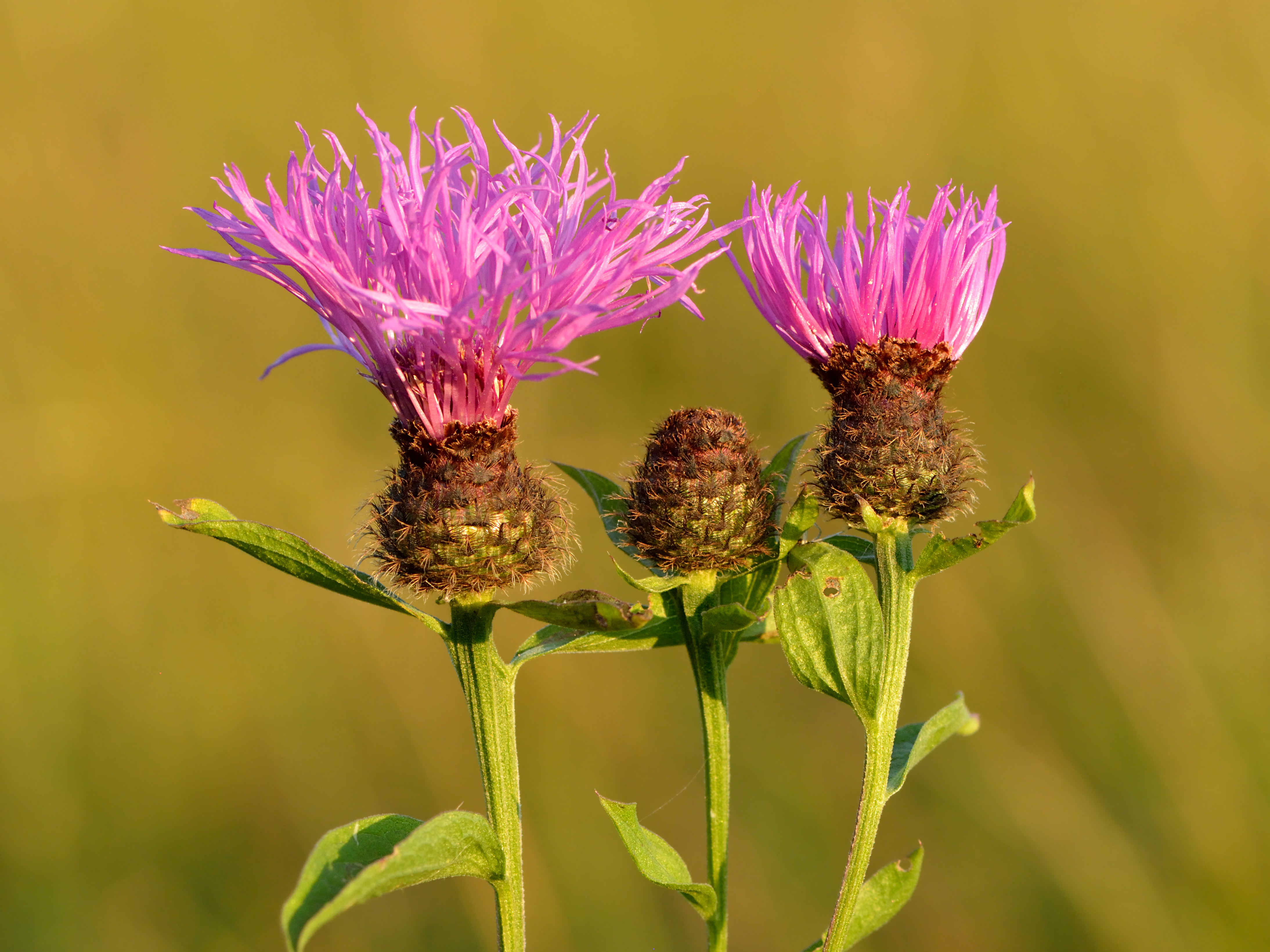
Centaurea phrygia

Le brattee (o squame) dell'involucro terminano con una appendice chiaramente separata (tramite una strozzatura) dal corpo sottostante della squama (appendici non decorrenti) e all'apice è presente una singola spina (oppure le brattee sono inermi);
- 1A: le piante si presentano bianco-tomentose o grigio-tomentose;

- 2A: il diametro dell'involucro dei capolini varia da 9 a 14 mm;

Complesso di C. diomedea: (vedi più avanti);
Centaurea phrygia L. - Centaurea frangiata: l'altezza massima è di 4 - 8 dm; il ciclo biologico è perenne; la forma biologica è emicriptofita scaposa (H scap); il tipo corologico è Centro Europeo; l'habitat tipico sono i cespuglieti, le boscaglie, le siepi e i pascoli alberati; è una specie comune e si trova al Nord-Est fino ad una altitudine compresa tra 900 e 2.000 m s.l.m..
Centaurea montis-borlae  Soldano - Fiordaliso del Monte Borla: l'altezza massima è di 15 - 25 cm; il ciclo biologico è perenne; la forma biologica è emicriptofita scaposa (H scap); il tipo corologico è Endemico (Apuano); l'habitat tipico sono gli ambienti rocciosi e le rupi; è una specie che si trova al Centro fino ad una altitudine compresa tra 1.000 e 1.600 m s.l.m..
- 2B: il diametro dell'involucro dei capolini è maggiore di 15 mm;

Aggregato di C. uniflora: (vedi più avanti);
Centaurea tenoreana  Willk. - Fiordaliso della Majella: l'altezza massima è di 4 - 7 dm; il ciclo biologico è perenne; la forma biologica è emicriptofita scaposa (H scap); il tipo corologico è Endemico (Appenninico); l'habitat tipico sono le rupi calcaree; è una specie molto rara e si trova negli Abruzzi fino ad una altitudine compresa tra 1.700 e 2.000 m s.l.m..
- 1B: le piante si presentano da verdi a bianco-verdastre con pelosità sparsa (eventualmente ragnatelose) o glabre;

- 3A: il pappo è assente (se presente è lungo al massimo 1/8 dell'achenio);

Serie polimorfa di C. jacea: (vedi più avanti);
Complesso di C. decipiens: (vedi più avanti);
Complesso di C. macroptilon: (vedi più avanti);
- 3B: il pappo è presente ed è più lungo di 1/8 dell'achenio;

- 4A: le piante si presentano verdi da glabre a pubescenti;

- 5A: le appendici delle brattee dell'involucro sono intere, dentate o lacerate;

Centaurea corensis Vals. & Filigh. - Fiordaliso di Coros: l'altezza massima è di 8 - 10 dm; il ciclo biologico è perenne; la forma biologica è camefita suffruticosa (Ch suffr); il tipo corologico è Endemico; l'habitat tipico sono gli ambienti rocciosi su calcare; è una specie rara e si trova in Sardegna fino ad una altitudine di 1.500 m s.l.m..
- 5B: le appendici delle brattee dell'involucro hanno 10 - 30 ciglia per lato;

Centaurea orientalis L. - Fiordaliso orientale: l'altezza massima è di 8 - 12 dm; il ciclo biologico è perenne; la forma biologica è emicriptofita scaposa (H scap); il tipo corologico è Ovest-Europeo (Subatlantico); l'habitat tipico sono i pascoli; è una specie molto rara e si trova in Liguria (ma da verificare).

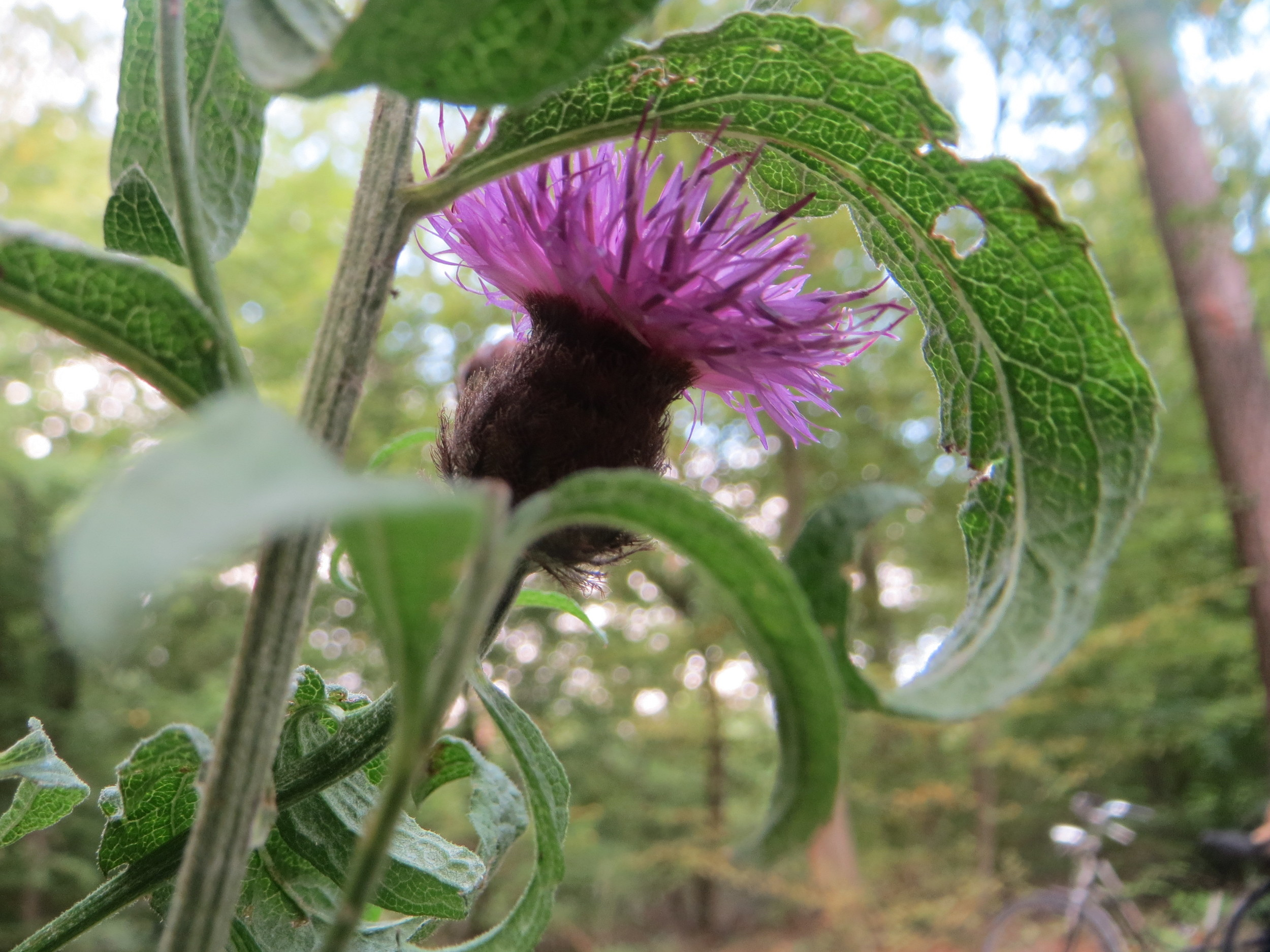
Centaurea nigra

Centaurea nigra L. - Fiordaliso scuro: l'altezza della pianta è di 3 – 8 dm; il ciclo biologico è perenne; la forma biologica è emicriptofita scaposa (H scap); il tipo corologico è Ovest-Europeo (Subatlantico); l'habitat tipico per questa specie sono le boscaglie, le siepi, le radure e i pascoli; questa specie è distribuita nel Nord/Centro-Ovest dell'Italia fino ad una altitudine compresa tra 100 e 1.500 m s.l.m.
Centaurea diluta Aiton: l'altezza della pianta è di 3 – 15 dm; il ciclo biologico è perenne; la forma biologica è emicriptofita cespitosa (H caesp); il tipo corologico è Mediterraneo (Europeo); l'habitat tipico per questa specie sono i coltivi e gli incolti; questa specie è invasiva nel Sud dell'Italia fino ad una altitudine di 450 m s.l.m..
- 4B: le piante si presentano da verdi a bianco-verdastre (eventualmente ragnatelose);

Ciclo polimorfo di C. deusta: (vedi più avanti).

### Terza sezione
Le brattee (o squame) dell'involucro terminano con delle rigide spine a forma pennata o palmata.
- 1A: le spine delle brattee involucrali, a forma palmata, sono molte e tutte più o meno della stessa lunghezza;

- 2A: il ciclo biologico delle piante è annuo;

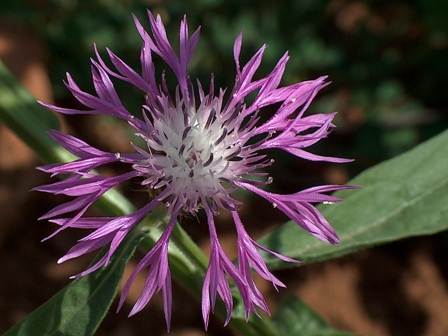
Centaurea napifolia

Centaurea napifolia L. - Fiordaliso romano: l'altezza massima è di 3 - 8 dm; il ciclo biologico è annuo; la forma biologica è terofita scaposa (T scap); il tipo corologico è Sud Ovest Steno-Mediterraneo; l'habitat tipico sono i campi, gli incolti, i pascoli e le siepi; è una specie comune al Centro, al Sud e nelle isole fino ad una altitudine di 600 m s.l.m..
Centaurea pullata  L. - Fiordaliso in lutto: l'altezza massima è di 5 - 45 cm; il ciclo biologico è annuo; la forma biologica è terofita scaposa (T scap); il tipo corologico è Ovest Europeo; l'habitat tipico sono gli incolti; è una specie naturalizzata nel Lazio fino ad una altitudine di 600 m s.l.m..

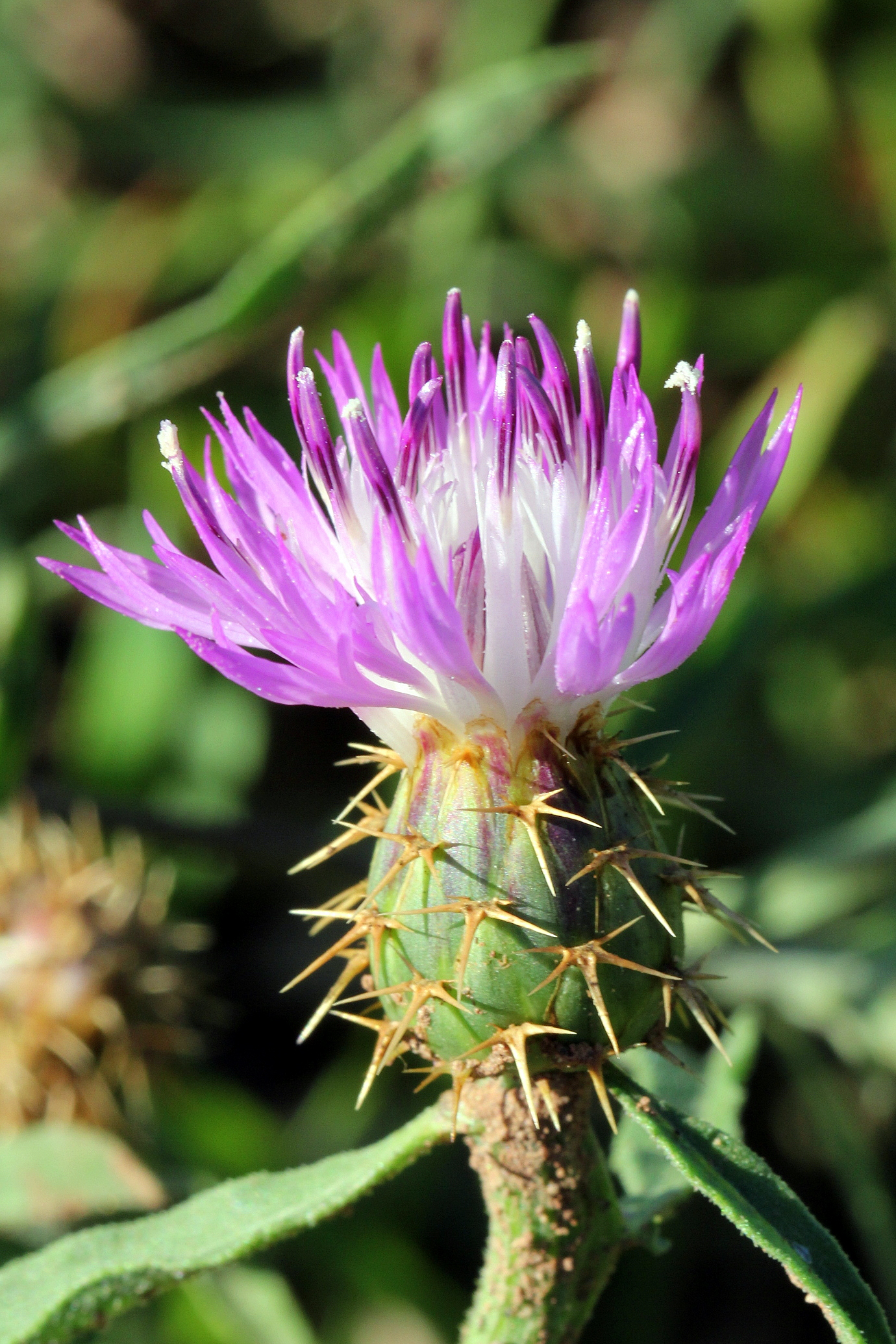
Centaurea aspera

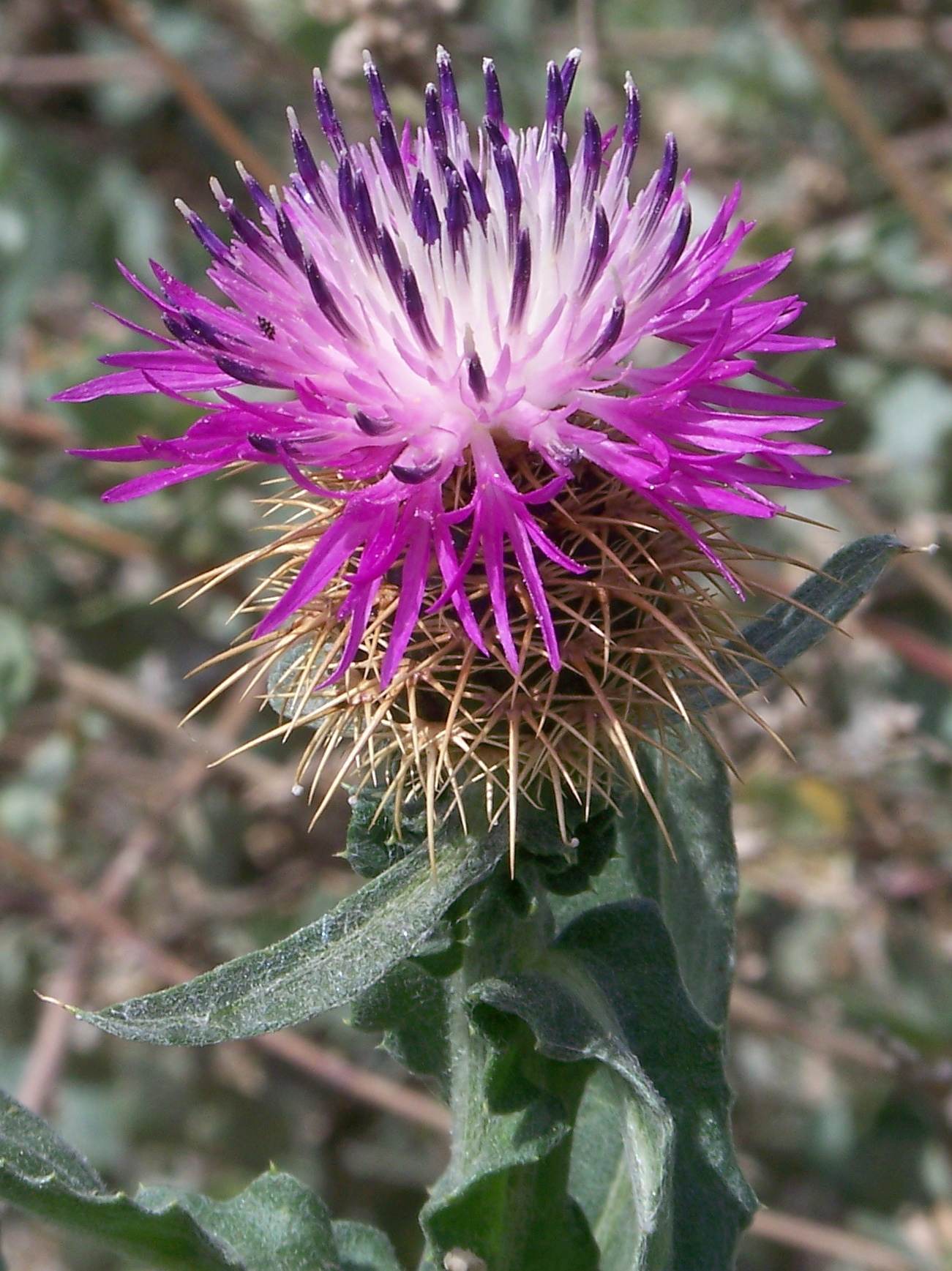
Centaurea seridis

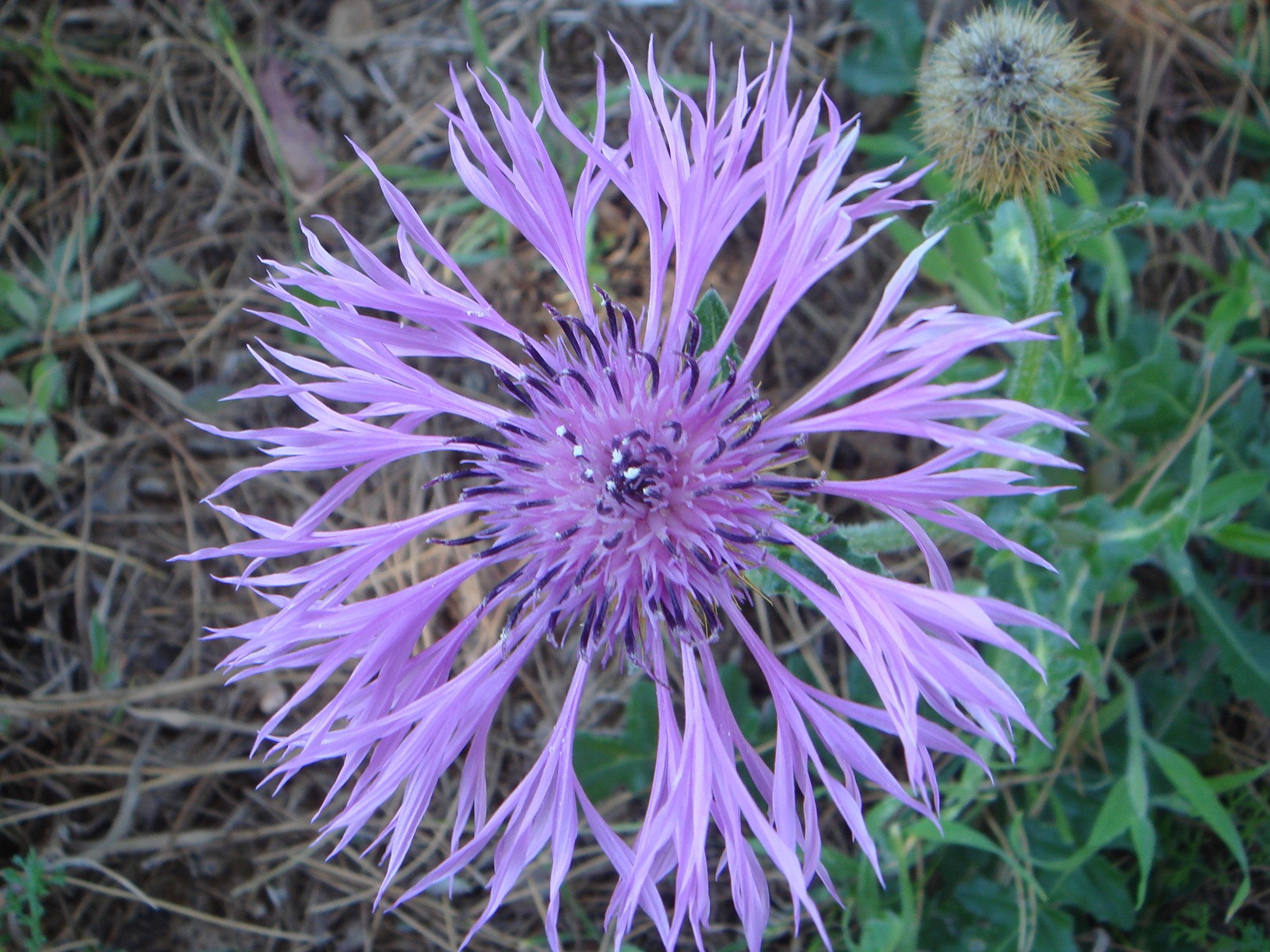
Centaurea sphaerocephala

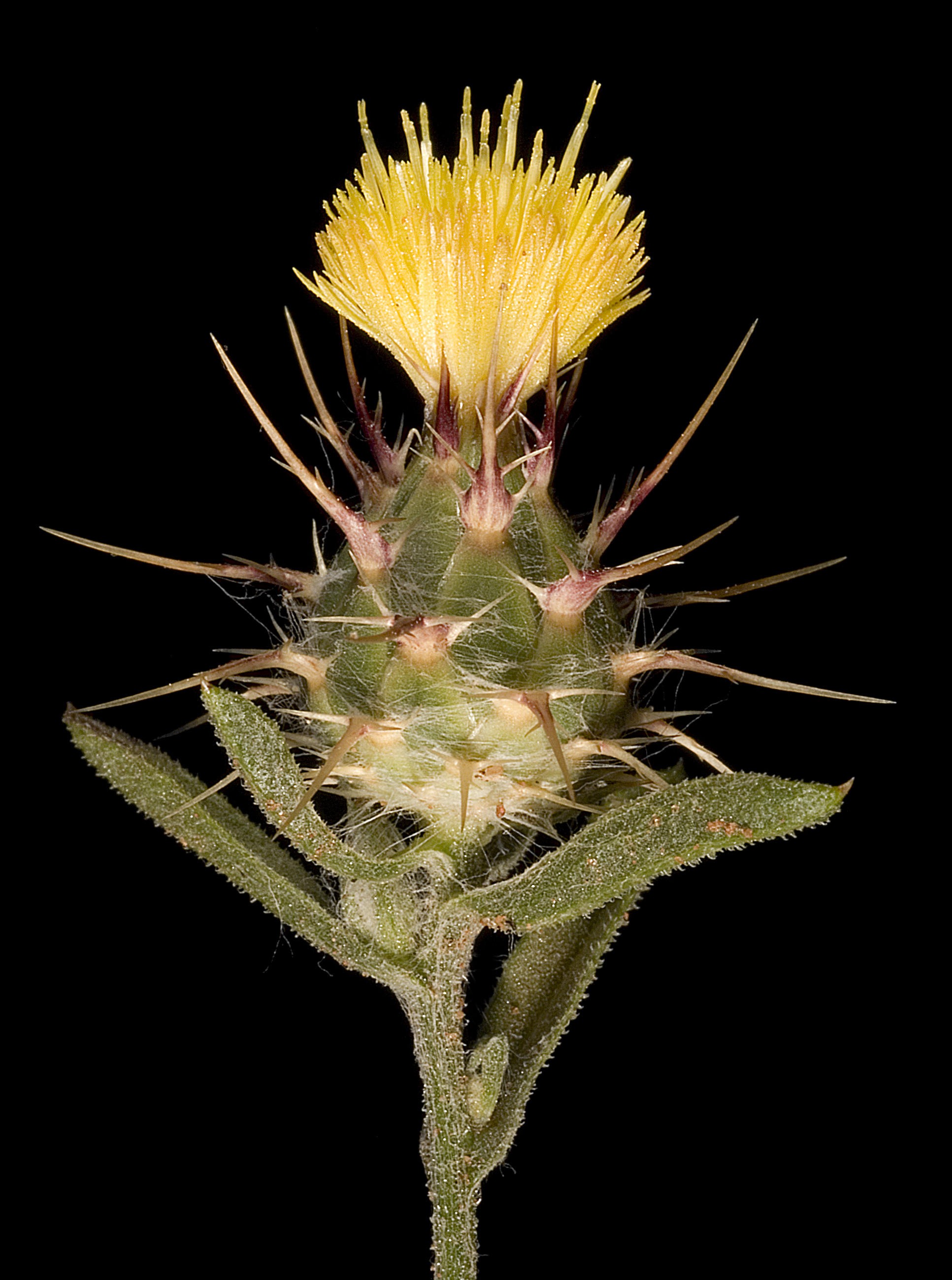
Centaurea melitensis

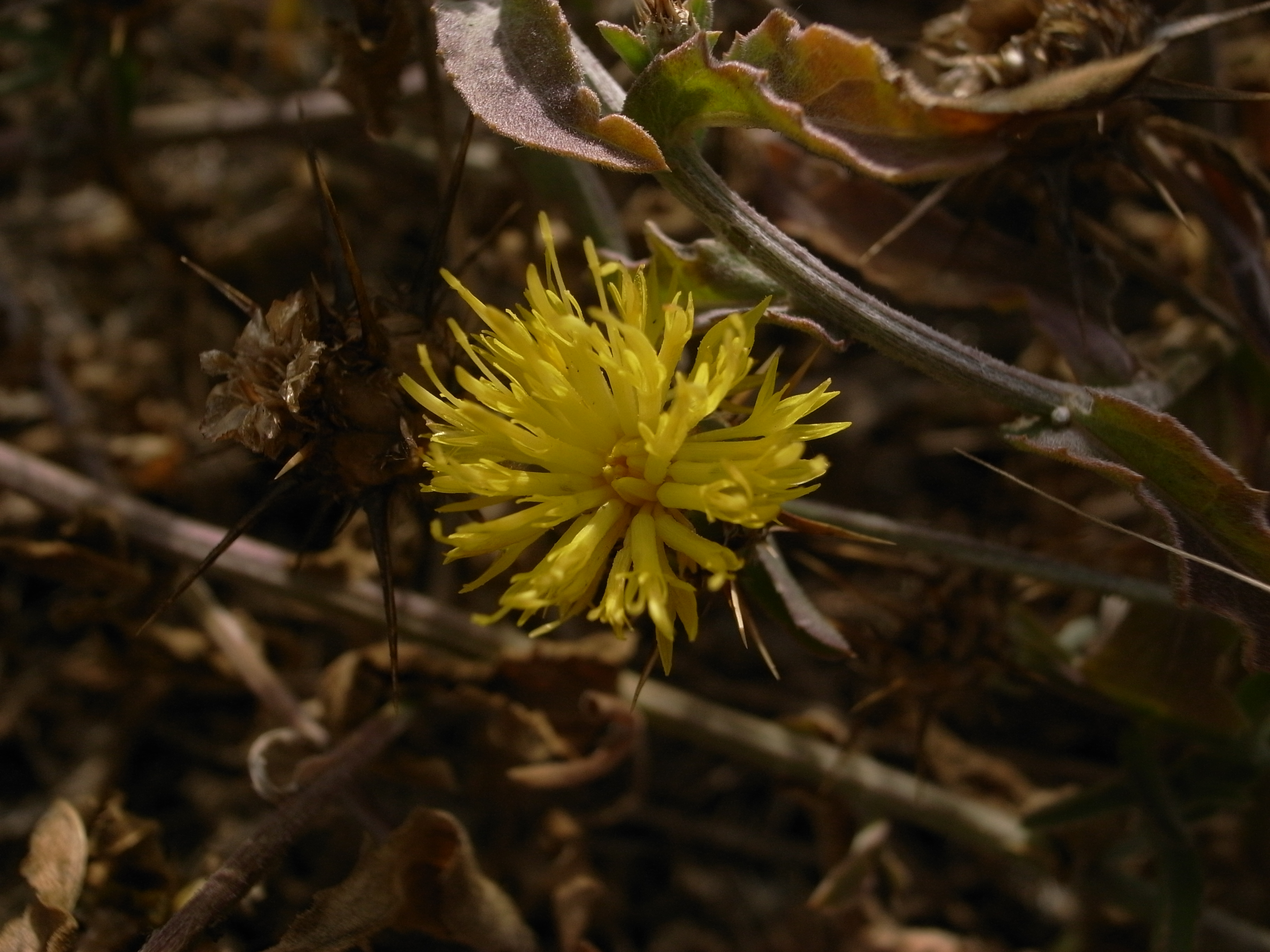
Centaurea sicula

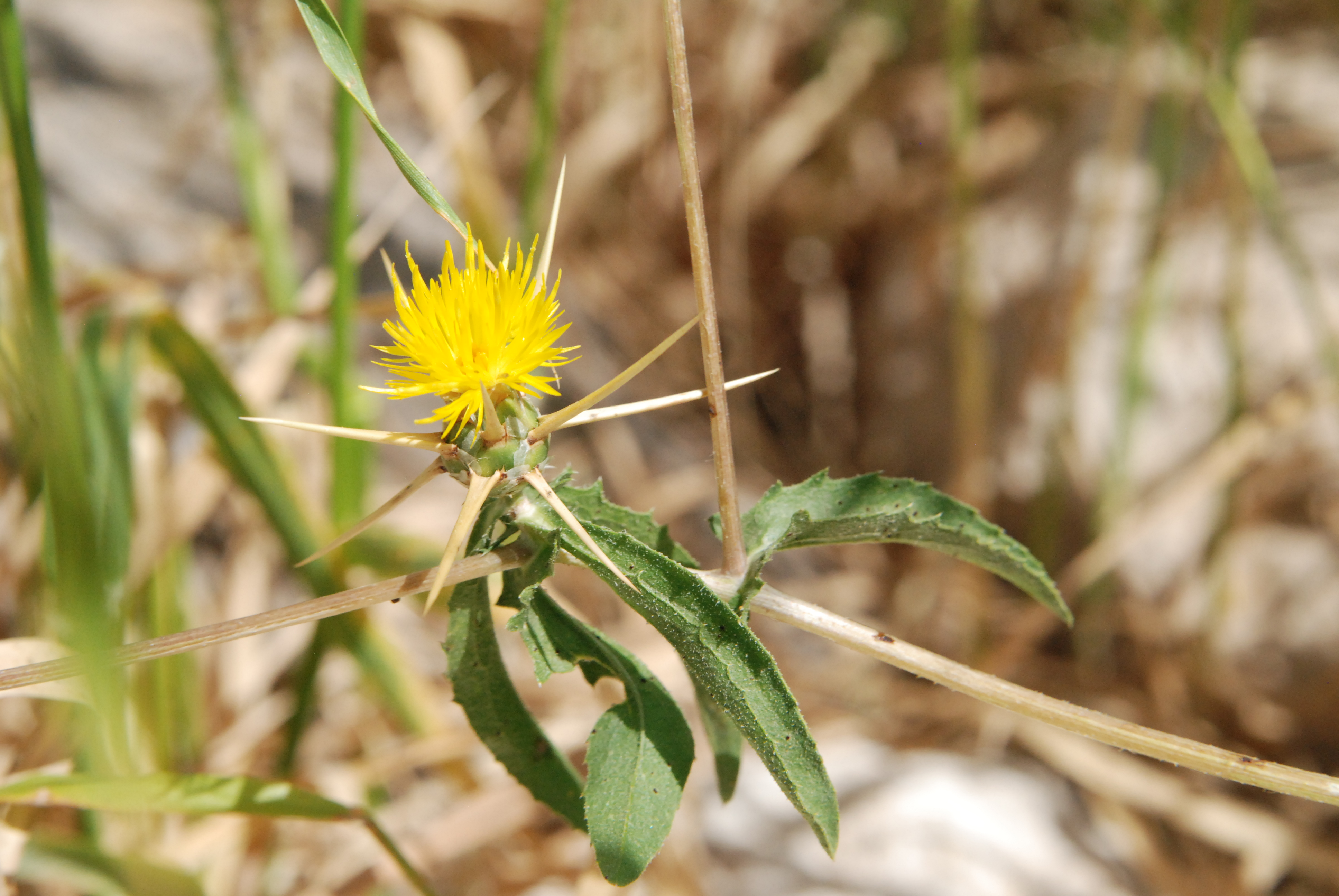
Centaurea hyalolepis

- 2B: il ciclo biologico delle piante è perenne (o bienne);

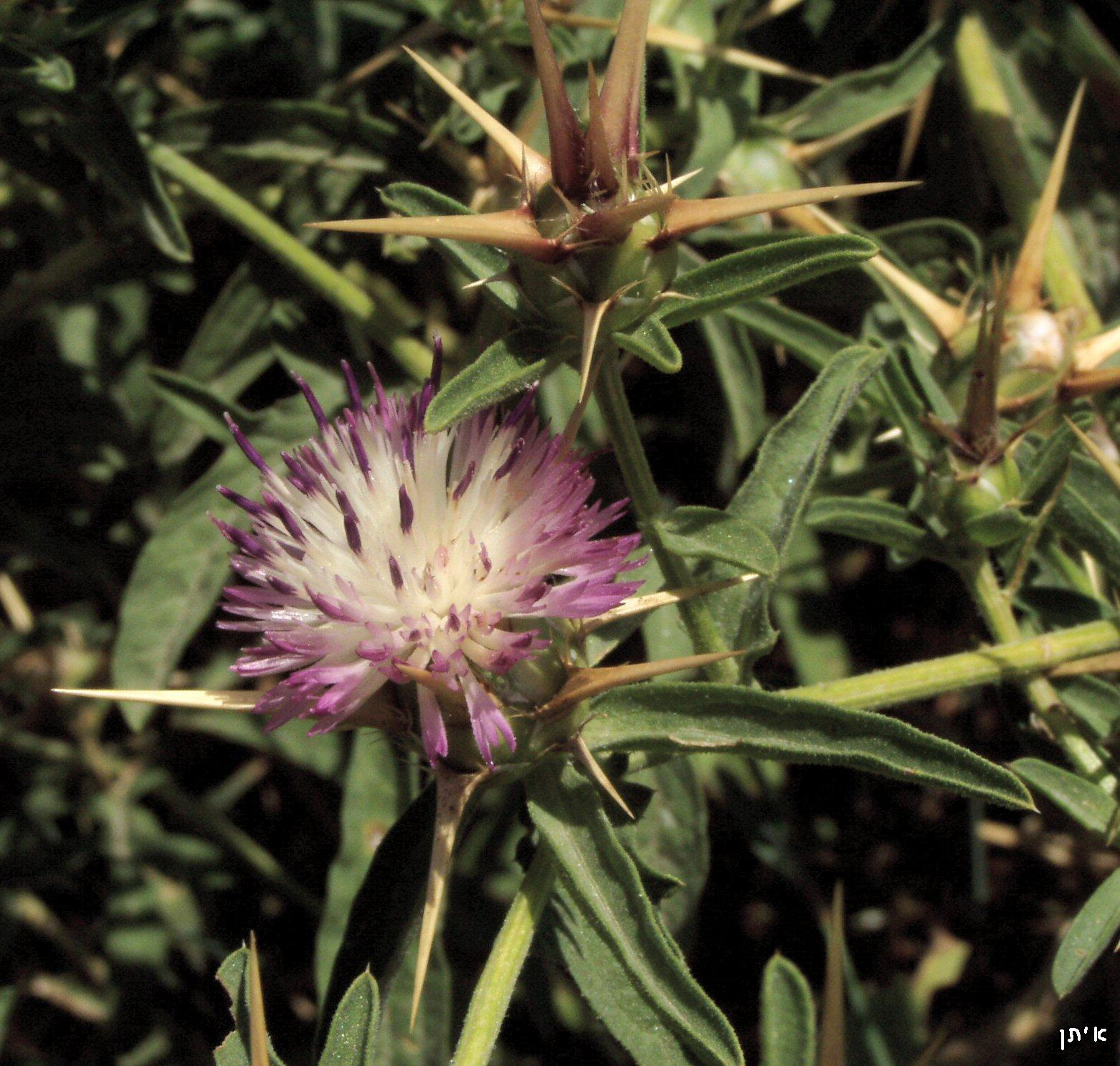
Centaurea iberica

Centaurea iberica  Trevir. ex Spreng. - Fiordaliso stellato: l'altezza massima è di 3 - 8 dm; il ciclo biologico è bienne; la forma biologica è emicriptofita bienne (H bienn); il tipo corologico è Sud Est Europeo; l'habitat tipico sono gli incolti lungo le vie; è una specie rara e si trova su tutto il territorio ma in modo discontinuo fino ad una altitudine di 300 m s.l.m..
Centaurea aspera L. - Fiordaliso ispido: l'altezza massima è di 3 - 6 dm; il ciclo biologico è perenne; la forma biologica è emicriptofita scaposa (H scap); il tipo corologico è Steno-Mediterraneo Nord Occidentale; l'habitat tipico sono gli incolti, le siepi, le vigne e le spiagge; è una specie rara e si trova al Nord lungo la costa tirrenica fino ad una altitudine di 300 m s.l.m..
Centaurea seridis L. - Fiordaliso grespino: l'altezza massima è di 2 - 4 dm; il ciclo biologico è perenne; la forma biologica è emicriptofita scaposa (H scap); il tipo corologico è Steno-Mediterraneo; l'habitat tipico sono gli incolti aridi e le spiagge; è una specie rara e si trova al Centro e al Sud con discontinuità fino ad una altitudine di 600 m s.l.m..
Centaurea sphaerocephala L. - Fiordaliso delle spiagge: l'altezza massima è di 1 - 4 dm; il ciclo biologico è perenne; la forma biologica è emicriptofita scaposa (H scap); il tipo corologico è Steno-Mediterraneo Occidentale; l'habitat tipico sono le dune e i litorali sabbiosi; è una specie comune e si trova al Centro, al Sud e nelle isole.
- 1B: le spine delle brattee involucrali, a forma pennata, sono molte, quella centrale è più lunga delle altre;

Aggregato di C. calcitrapa: (vedi più avanti);
- 3A: il pappo è formato da due serie ben distinte (in quella esterna le setole sono più lunghe dell'achenio; in quella interna le setole sono più brevi dell'achenio);

Centaurea benedicta  (L.) L. - Fiordaliso benedetto: l'altezza massima è di 1 - 6 dm; il ciclo biologico è annuo; la forma biologica è terofita scaposa (T scap); il tipo corologico è Ovest Mediterraneo; l'habitat tipico sono gli incolti e i campi a riposo; si trova al Centro e al Sud fino ad una altitudine di 800 m s.l.m..
- 3B: le setole del pappo non sono doppie (più lunghe e più corte dell'achenio);

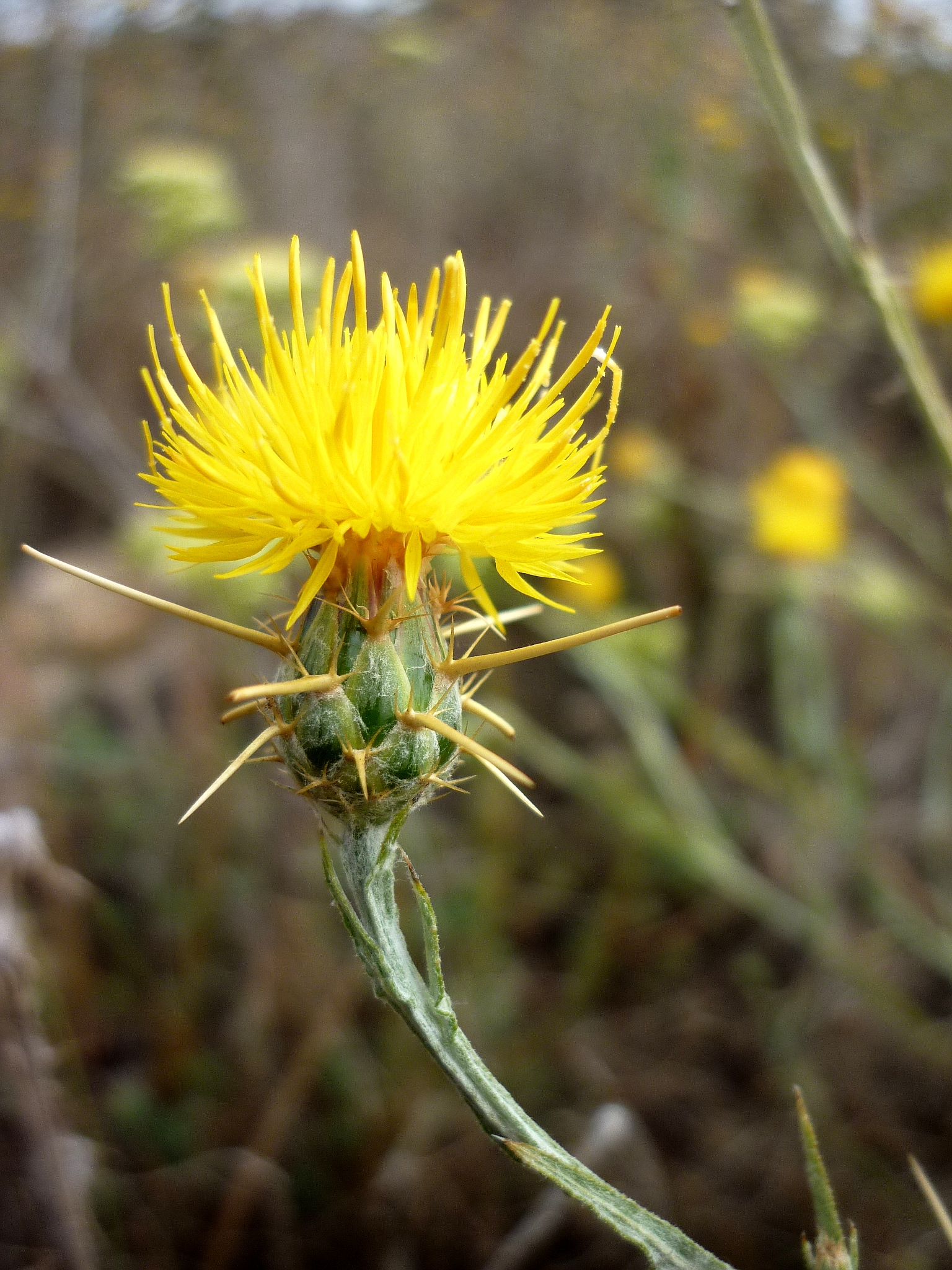
Centaurea solstitialis

Centaurea solstitialis L. - Fiordaliso giallo: l'altezza massima è di 3 - 8 dm; il ciclo biologico è bienne; la forma biologica è emicriptofita bienne (H bienn); il tipo corologico è Subcosmopolita; l'habitat tipico sono gli incolti e le vigne lungo le vie; è una specie molto comune e si trova su tutto il territorio fino ad una altitudine di 1.400 m s.l.m..
Centaurea melitensis L. - Fiordaliso maltese: l'altezza massima è di 3 - 6 dm; il ciclo biologico è annuo (o anche bienne); la forma biologica è terofita scaposa (T scap)/emicriptofita bienne (H bienn); il tipo corologico è Steno-Mediterraneo; l'habitat tipico sono gli incolti e lungo le vie; è una specie rara e si trova in modo discontinuo al Centro, al Sud e nelle isole fino ad una altitudine di 300 m s.l.m..
Centaurea sicula L. - Centaurea nizzarda: l'altezza massima è di 3 - 8 dm; il ciclo biologico è bienne; la forma biologica è emicriptofita bienne (H bienn); il tipo corologico è Sud Ovest Steno-Mediterraneo; l'habitat tipico sono gli incolti, i ruderi e lungo le vie; è una specie rara e si trova al Sud e nelle isole fino ad una altitudine di 500 m s.l.m..
Centaurea hyalolepis  Boiss. - Fiordaliso a squame ialine: l'altezza massima è di 2 - 4 dm; il ciclo biologico è bienne; la forma biologica è emicriptofita bienne (H bienn); il tipo corologico è Mediterraneo / Eurasiatico; l'habitat tipico sono gli incolti e lungo le vie; è una specie rara e si trova in Sicilia fino ad una altitudine di 300 m s.l.m..

### Quarta sezione
I fiori sono azzurri o violetti o blu; le brattee dell'involucro del capolino sono prive di spine e con una appendice formante un margine decorrente su entrambi i lati fino alla base della brattea. Le seguenti 5 specie sono presenti in Italia e assegnate, nella "Flora d'Italia" , al genere Cyanus  Mill., ma considerate da altre checklist all'interno della sect. Cyanus del genere Centauea.
- 1A: il ciclo biologico delle piante è annuo o bienne;

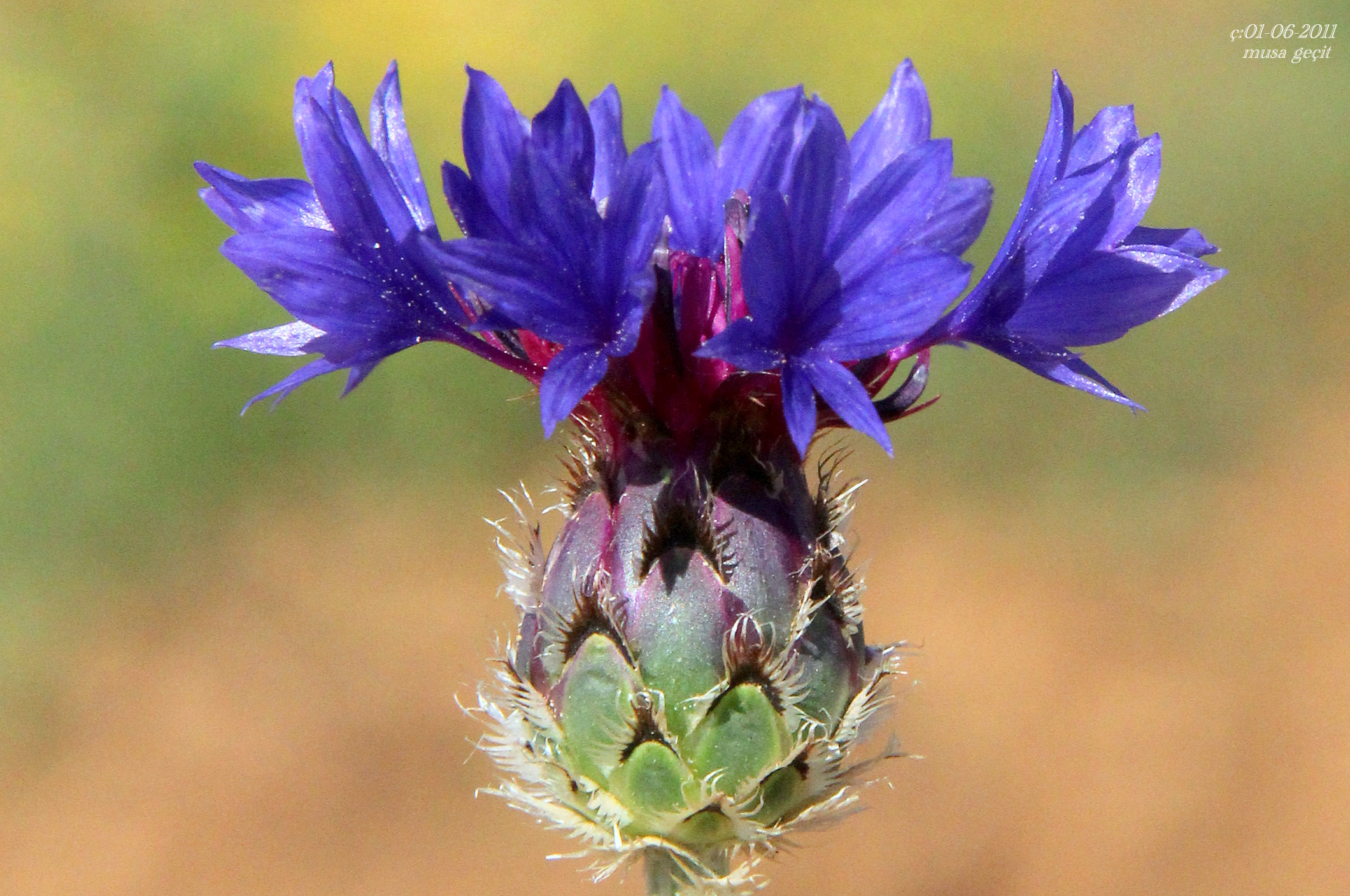
Centaurea depressa

Centaurea depressa  M.Bieb. (Cyanus depressus (M.Bieb.) Sojaò) - Fiordaliso depresso: l'altezza massima è di 2 - 5 dm; il ciclo biologico è annuo; la forma biologica è terofita scaposa (T scap); il tipo corologico è Sud Ovest / Centro Asiatico; l'habitat tipico sono i campi e gli incolti; è una specie molto rara e si trova solamente in Sicilia fino ad una altitudine di 1.000 m s.l.m..

Centaurea cyanus

Centaurea cyanus L. (Cyanus segetum Hill) - Fiordaliso vero: l'altezza massima è di 3 - 8 dm; il ciclo biologico è annuo; la forma biologica è terofita scaposa (T scap); il tipo corologico è Subcosmopolita; l'habitat tipico sono i campi di cereali; è una specie comune su tutto il territorio italiano fino ad una altitudine di 1.500 m s.l.m..
- 1B: il ciclo biologico delle piante è perenne;

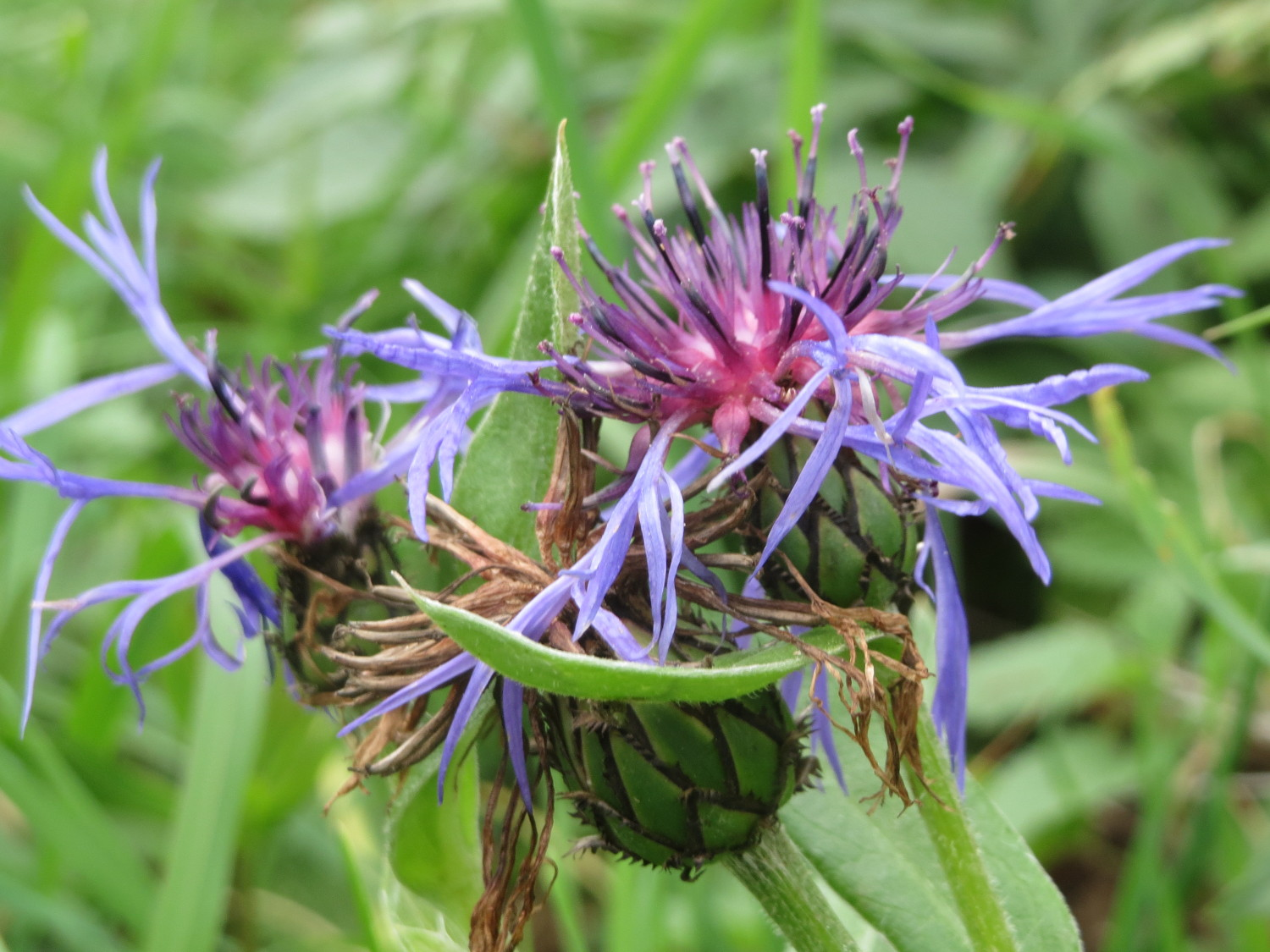
Centaurea montana

Centaurea montana L. (Cyanus montanus (L.) Hill) - Fiordaliso montano: l'altezza massima è di 2 - 8 dm; il ciclo biologico è perenne; la forma biologica è emicriptofita scaposa (H scap); il tipo corologico è Orofita - Centro Europeo; l'habitat tipico sono le boscaglie, i cedui e i prati pingui; è una specie rara e la distribuzione sul territorio italiano è relativa al Nord e al Centro fino ad una altitudine compresa tra 300 e 1.900 m s.l.m..
Complesso di C. triumfettii: (vedi più avanti).

### Complesso diC. rupestris
Le piante sono perenni con fusti nromali; il diametro dell'involucro del capolino è di 15 – 24 mm; le appendici delle brattee hanno una spina apicale lunga 0,8 – 2 mm (oppure è assente).
- 1A: il pappo è molto più breve dell'achenio;

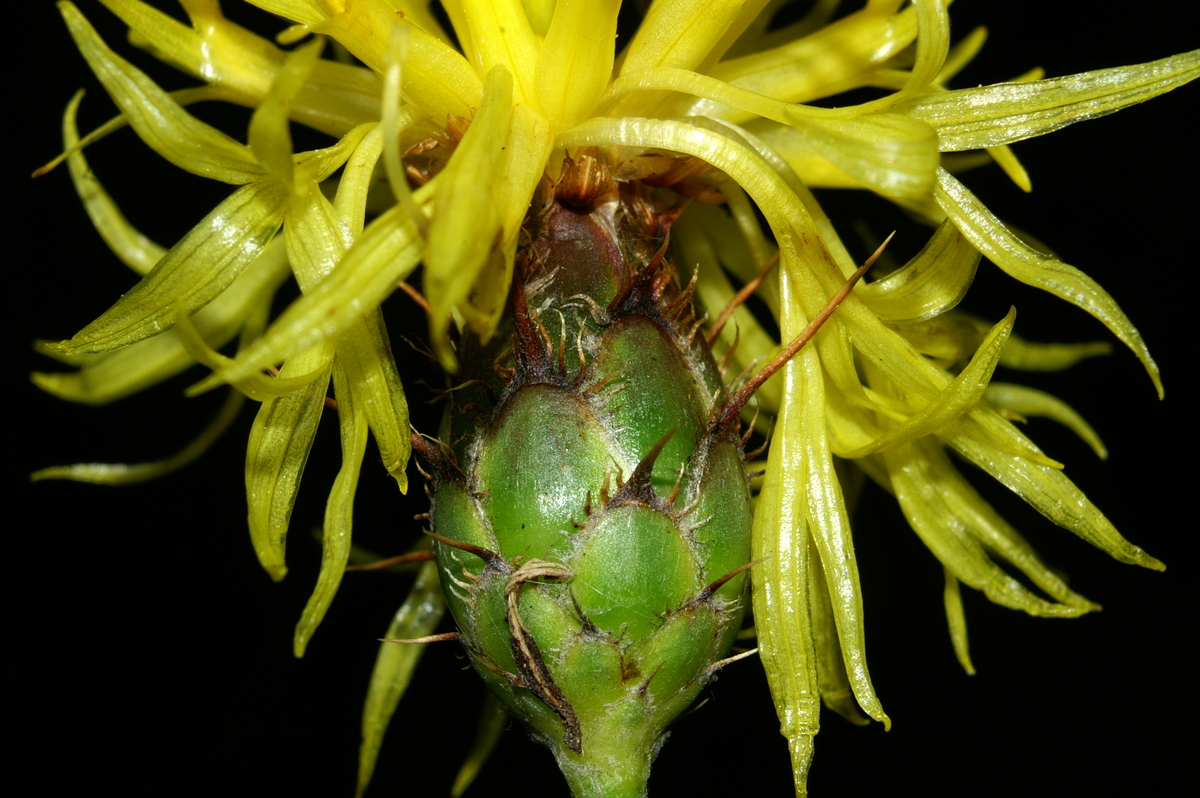
Centaurea rupestris

Centaurea rupestris L. - Fiordaliso giallo: l'altezza massima è di 5 - 7 dm; il ciclo biologico è perenne; la forma biologica è emicriptofita scaposa (H scap); il tipo corologico è Sud Est Europeo (Anfi-Adriatico); l'habitat tipico sono gli ambienti aridi su calcare; è una specie rara e la distribuzione sul territorio italiano è discontinua tra Nord-Est e Centro fino ad una altitudine di 1.000 m s.l.m..
Centaurea ceratophylla Ten. - Fiordaliso giallo: l'altezza massima è di 5 - 7 dm; il ciclo biologico è perenne; la forma biologica è emicriptofita scaposa (H scap); il tipo corologico è Endemico (Centro Appenninico); l'habitat tipico sono i macereti; è una specie rara e la distribuzione sul territorio italiano è relativa al Centro fino ad una altitudine compresa tra 500 - 1.600 m s.l.m..
- 1B: il pappo è lungo più o meno come l'achenio;

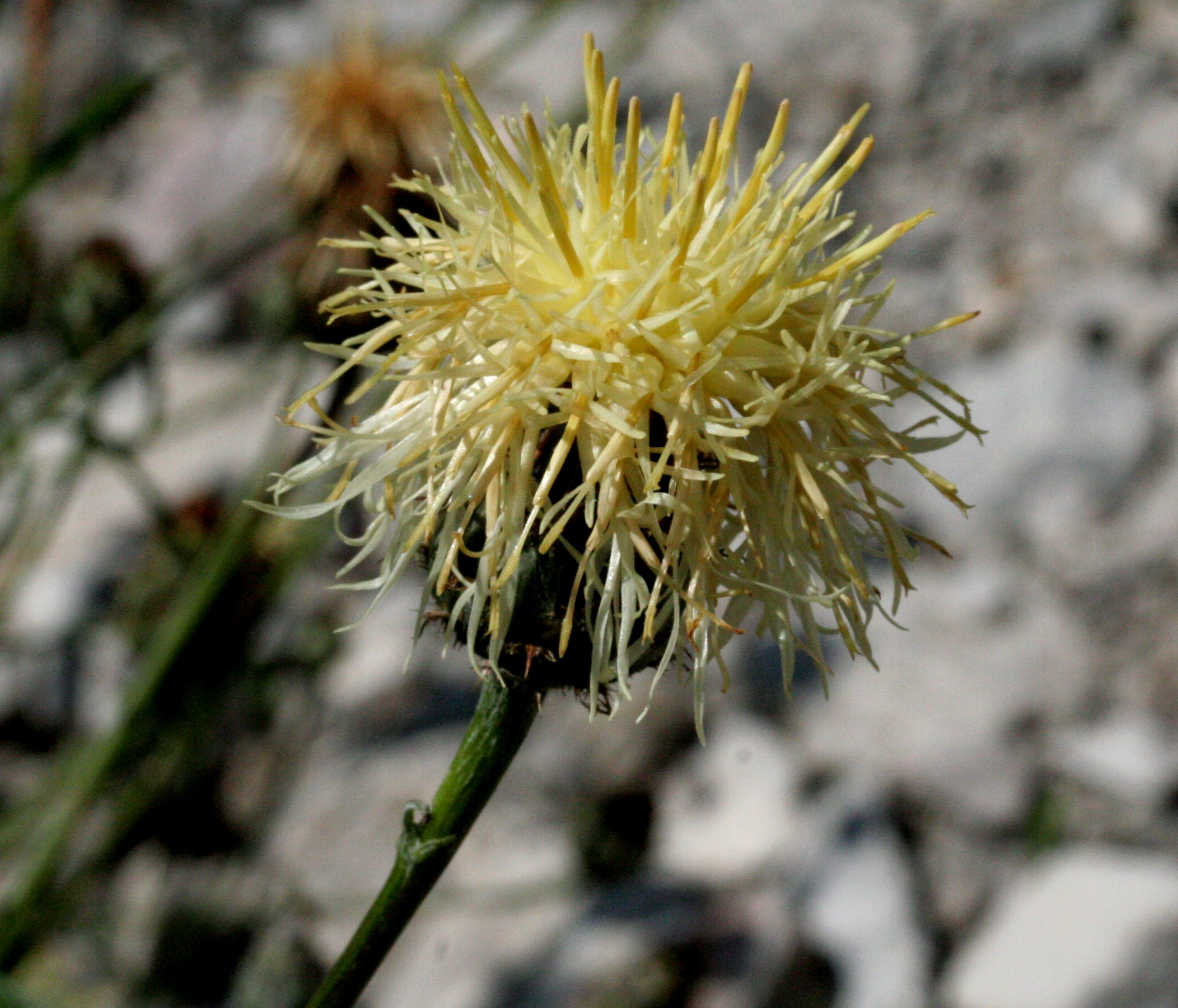
Centaurea dichroantha

Centaurea dichroantha  A.Kern. - Fiordaliso giallo-rosso: l'altezza massima è di 2,5 - 7 dm; il ciclo biologico è perenne; la forma biologica è emicriptofita scaposa (H scap); il tipo corologico è Subendemico; l'habitat tipico sono i greti dei torrenti prealpini; è una specie rara e la distribuzione sul territorio italiano è relativa all'estremo Est fino ad una altitudine di 1.000 m s.l.m..
Centaurea arachnoidea Viv. - Fiordaliso aracnoideo: l'altezza massima è di 1 - 3,5 dm; il ciclo biologico è perenne; la forma biologica è emicriptofita scaposa (H scap); il tipo corologico è Endemico; l'habitat tipico sono le rupi calcaree; è una specie rara e la distribuzione sul territorio italiano è relativa al Nord-Est e Centro.

### Complesso diC. parlatoris
Le piante sono perenni con portamento da glabro a pubescente-tomentoso; i fusti sono eretti e ramificati; la superficie delle foglie inferiori varia da bianco-lanoso a grigio-tomentoso; la forma degli involucri è ovoideo-piriforme; le appendici delle brattee è scura.
- 1A: il pappo è lungo più o meno come l'achenio;

Centaurea parlatoris Heldr. - Fiordaliso di Parlatore. l'altezza massima è di 2 - 4 dm; il ciclo biologico è perenne; la forma biologica è emicriptofita scaposa (H scap); il tipo corologico è Endemico; l'habitat tipico sono i pendii aridi, i macereti, le lave e i pascoli; è una specie comune e si trova in Sicilia fino ad una altitudine di 2.700 m s.l.m..
Centaurea gussonei Raimondo & Spadaro - Fiordaliso di Gussone: l'altezza massima è di 2 - 4 dm; il ciclo biologico è perenne; la forma biologica è emicriptofita scaposa (H scap); il tipo corologico è Endemico; l'habitat tipico sono gli ambienti rupestri; è una specie molto rara e si trova in Sicilia fino ad una altitudine di 800 - 1.000 m s.l.m..
- 1A: il pappo è lungo circa 1/4 dell'achenio;

Centaurea giardinae Raimondo & Spadaro - Fiordaliso di Giardina: l'altezza massima è di 2 - 4 dm; il ciclo biologico è perenne; la forma biologica è emicriptofita scaposa (H scap); il tipo corologico è Endemico; l'habitat tipico sono le rupi vulcaniche; è una specie comune e si trova in Sicilia oltre ad una altitudine di 700 m s.l.m..
Centaurea sicana Raimondo & Spadaro - Fiordaliso dei Monti Sicani: l'altezza massima è di 2 - 4 dm; il ciclo biologico è perenne; la forma biologica è emicriptofita scaposa (H scap); il tipo corologico è Endemico; l'habitat tipico sono gli ambienti rupestri; è una specie molto rara e si trova in Sicilia oltre ad una altitudine di 1.000 m s.l.m..

### Complesso diC. tenorei
Le piante hanno un portamento erbaceo perenne con altezze di 3 - 7 dm. I fusti sono eretti o decombenti. Le foglie sono pennatosette a consistenza grassetta. Gli involucri hanno delle forme emisferiche e le brattee hanno delle appendici ialine.
- 1A: il pappo è meno lungo dell'achenio;

Centaurea tenorei Guss. ex Lacaita - Fiordaliso di Tenore: l'altezza massima è di 3 - 7 dm; il ciclo biologico è perenne; la forma biologica è emicriptofita scaposa (H scap); il tipo corologico è Endemico; l'habitat tipico sono le rupi calcaree; è una specie rara e si trova al Sud fino ad una altitudine di 1.440 m s.l.m..
Centaurea arrigonii  Greuter (Pignatti segnala questa specie all'interno di C. tenorei come dubbia e meritoria di ulteriori studi).
- 1A: il pappo è lungo più o meno come l'achenio;

Centaurea lacaitae Peruzzi - Fiordaliso di Lacaita: l'altezza massima è di 3 - 7 dm; il ciclo biologico è perenne; la forma biologica è emicriptofita scaposa (H scap); il tipo corologico è Endemico; l'habitat tipico sono le rupi calcaree; è una specie rara e si trova al Sud.
Centaurea montaltensis  (Fiori) Peruzzi - Fiordaliso di Montalto: l'altezza massima è di 3 - 6 dm; il ciclo biologico è perenne; la forma biologica è emicriptofita scaposa (H scap); il tipo corologico è Endemico; l'habitat tipico sono le rupi calcaree; è una specie rara e si trova nelle Dolomie di Montalto.

### Complesso diC. cristata
Le piante hanno un portamento eretto con foglie da verdi a grigiastre. I capolini sono solitari con involucri piriformi e bratte fimbriate o denticolate. Il colore dei fiori è roseo o lillacino e gli acheni sono privi di pappo.
Centaurea tommasinii  A.Kern. - Fiordaliso di Tommasini: l'altezza massima è di 3 - 6 dm; il ciclo biologico è bienne; la forma biologica è emicriptofita bienne (H bienn); il tipo corologico è Endemico (Adriatico); l'habitat tipico sono le dune marittime; è una specie comune e si trova sulle coste adriatiche settentrionali.
Centaurea cristata  Bartl. - Fiordaliso triestino: l'altezza massima è di 4 - 6 dm; il ciclo biologico è bienne; la forma biologica è emicriptofita bienne (H bienn); il tipo corologico è Subendemico; l'habitat tipico sono gli incolti aridi e le ghiaie; è una specie comune e si trova al Nord-Est fino ad una altitudine di 600 m s.l.m..

### Complesso diC. diomedea
I fusti di queste piante sono contorti, ramificati e tomentosi; e foglie sono pennatifide (C. diomedea) o pennatosette (C. japygica) con superficie bianco-tomentosa; l'involucri hanno delle forme emisferiche e le brattee sono lanceolate e brune nella parte centrale; il colore dei fiori è rosso-purpureo; il pappo è più breve dell'achenio.
Centaurea diomedea  Gasp - Fiordaliso delle Tremiti: l'altezza massima è di 2 - 4 dm; il ciclo biologico è perenne; la forma biologica è camefita suffruticosa (Ch suffr); il tipo corologico è Endemico; l'habitat tipico sono le rupi calcaree presso il mare; è una specie molto rara e si trova in Puglia fino ad una altitudine di 100 m s.l.m..
Centaurea japygica (Lacaita) Brullo - Fiordaliso pugliese: l'altezza massima è di 2 - 4 dm; il ciclo biologico è perenne; la forma biologica è camefita suffruticosa (Ch suffr); il tipo corologico è Endemico; l'habitat tipico sono le rupi calcaree presso il mare; è una specie molto rara e si trova in Puglia fino ad una altitudine di 100 m s.l.m..

### Aggregato diC. uniflora
Le piante hanno un ciclo biologico perenne con fusti eretti e semplici; le foglie hanno delle forme da ovato-lanceolate a lineari; i capolini sono solitari e numerosi con involucri da cilindrici a globosi e brattee con appendici bruno-nerastre, ciglia nella parte apicale e portamento pendulo (arcuato).
- 1A: la superficie delle foglie si presenta bianco-tomentosa;

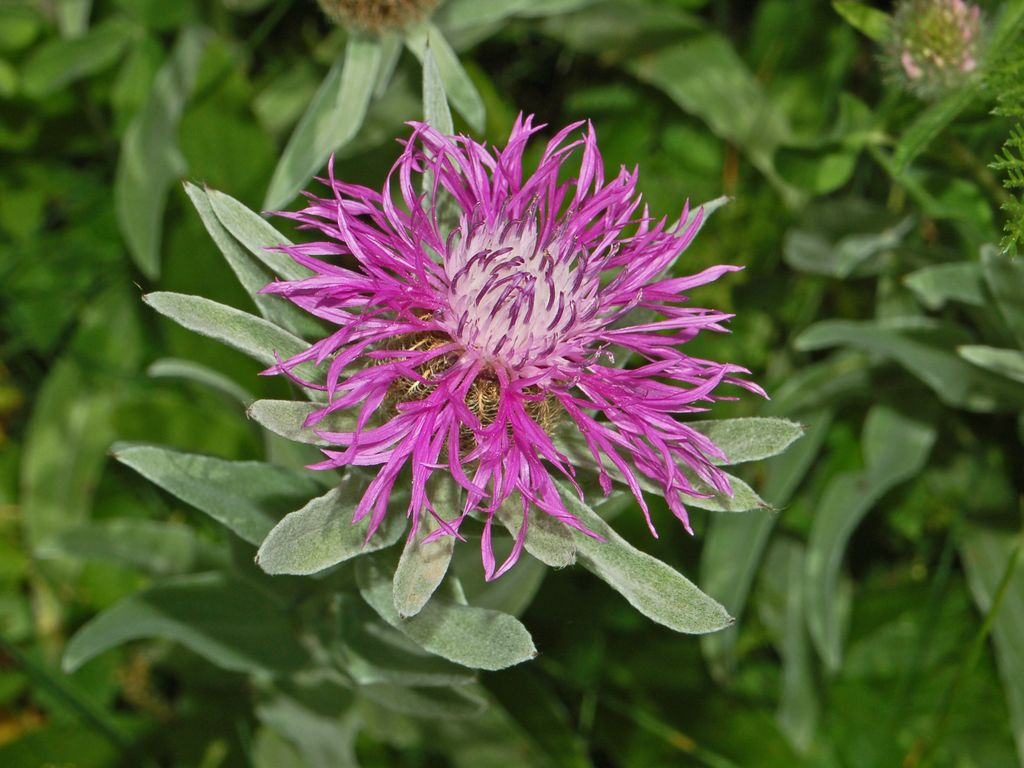
Centaurea uniflora

Centaurea uniflora  Turra - Fiordaliso unifloro: l'altezza della pianta è di 1 – 3 dm; il ciclo biologico è perenne; la forma biologica è emicriptofita scaposa (H scap); il tipo corologico è Ovest Alpico; l'habitat tipico per questa specie sono i pascoli subalpini e i cespuglieti; questa specie è comune ed è distribuita nel Nord-Ovest dell'Italia fino ad una altitudine compresa tra 1.400 e 2.500 m s.l.m.
- 1B: la superficie delle foglie è normalmente verde;

- 2A: il diametro dell'involucro dei capolini è di 18 - 20 mm;

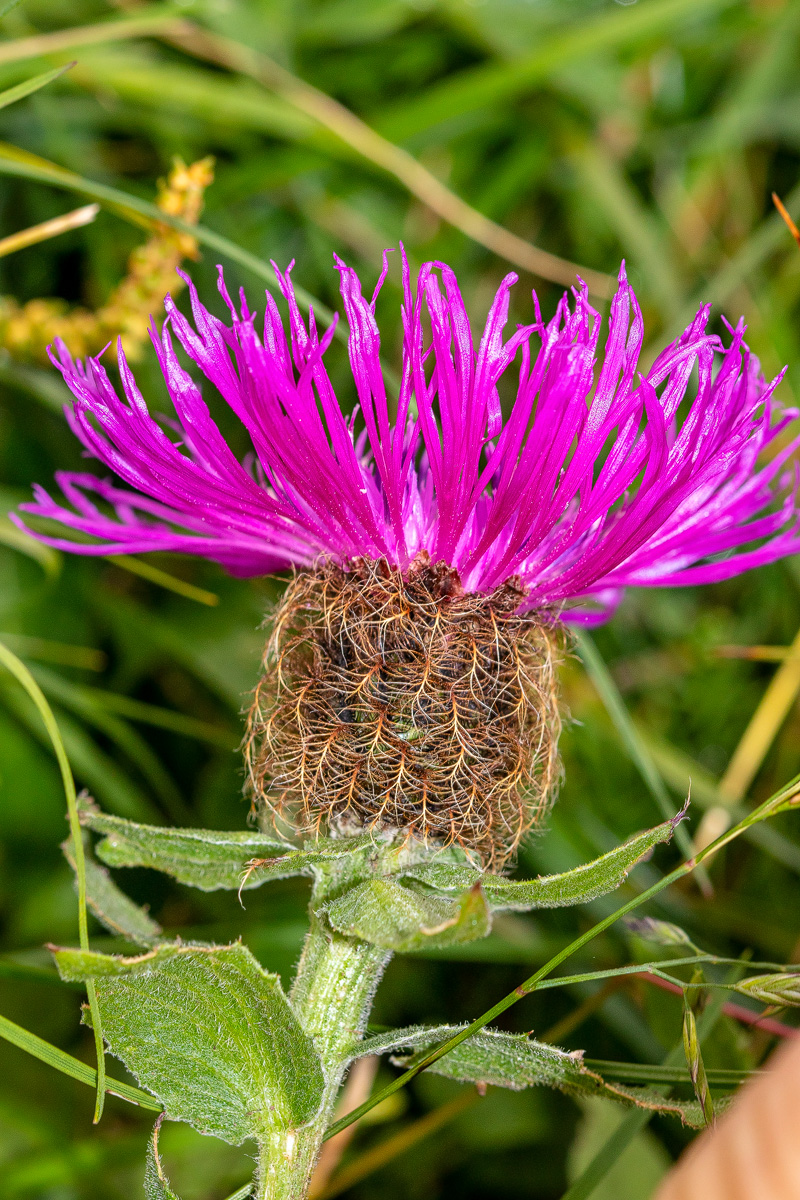
Centaurea nervosa

Centaurea nervosa Willd. - Fiordaliso alpino: l'altezza della pianta è di 1 – 4 dm; il ciclo biologico è perenne; la forma biologica è emicriptofita scaposa (H scap); il tipo corologico è Orofita Sud-Est-Europeo; l'habitat tipico per questa specie sono i pascoli subalpini, i prati pingui e i cespuglieti; questa specie è comune ed è distribuita nel Nord dell'Italia fino ad una altitudine compresa tra 1.500 e 2.500 m s.l.m.
- 2B: il diametro dell'involucro dei capolini è di 8 - 15 mm;

Centaurea rhaetica  Moritzi - Fiordaliso retico: l'altezza massima è di 3 - 4 dm; il ciclo biologico è perenne; la forma biologica è emicriptofita scaposa (H scap); il tipo corologico è Subendemico; l'habitat tipico sono i pendii, i prati aridi e le pinete; è una specie comune e si trova al Nord fino ad una altitudine compresa tra 1.000 e 2.200 m s.l.m..
Centaurea flosculosa  Balb. ex Willd. - Fiordaliso alpino: l'altezza massima è di 1 - 3 dm; il ciclo biologico è perenne; la forma biologica è emicriptofita scaposa (H scap); il tipo corologico è Orofita Sud-Europeo; l'habitat tipico sono i pascoli subalpini e i cespuglieti; è una specie molto rara e si trova al Nord-Ovest.
Centaurea bugellensis  (Soldano) Soldano - Fiordaliso di Biella: l'altezza massima è di 20 - 50 cm; il ciclo biologico è perenne; la forma biologica è emicriptofita scaposa (H scap); il tipo corologico è Endemico; l'habitat tipico sono le rupi e gli ambienti rocciosi; si trova al Nord-Ovest fino ad una altitudine compresa tra 570 e 1.600 m s.l.m..

### Serie polimorfa diC. jacea
Le foglie di queste piante sono verdi, più o meno pubescenti o ragnatelose; le brattee dell'involucro sono più o meno intere; gli acheni sono privi di pappo. Sono presenti sia diploidi (2n = 22) che tetraploidi (2n = 44) e molte popolazioni ibride.

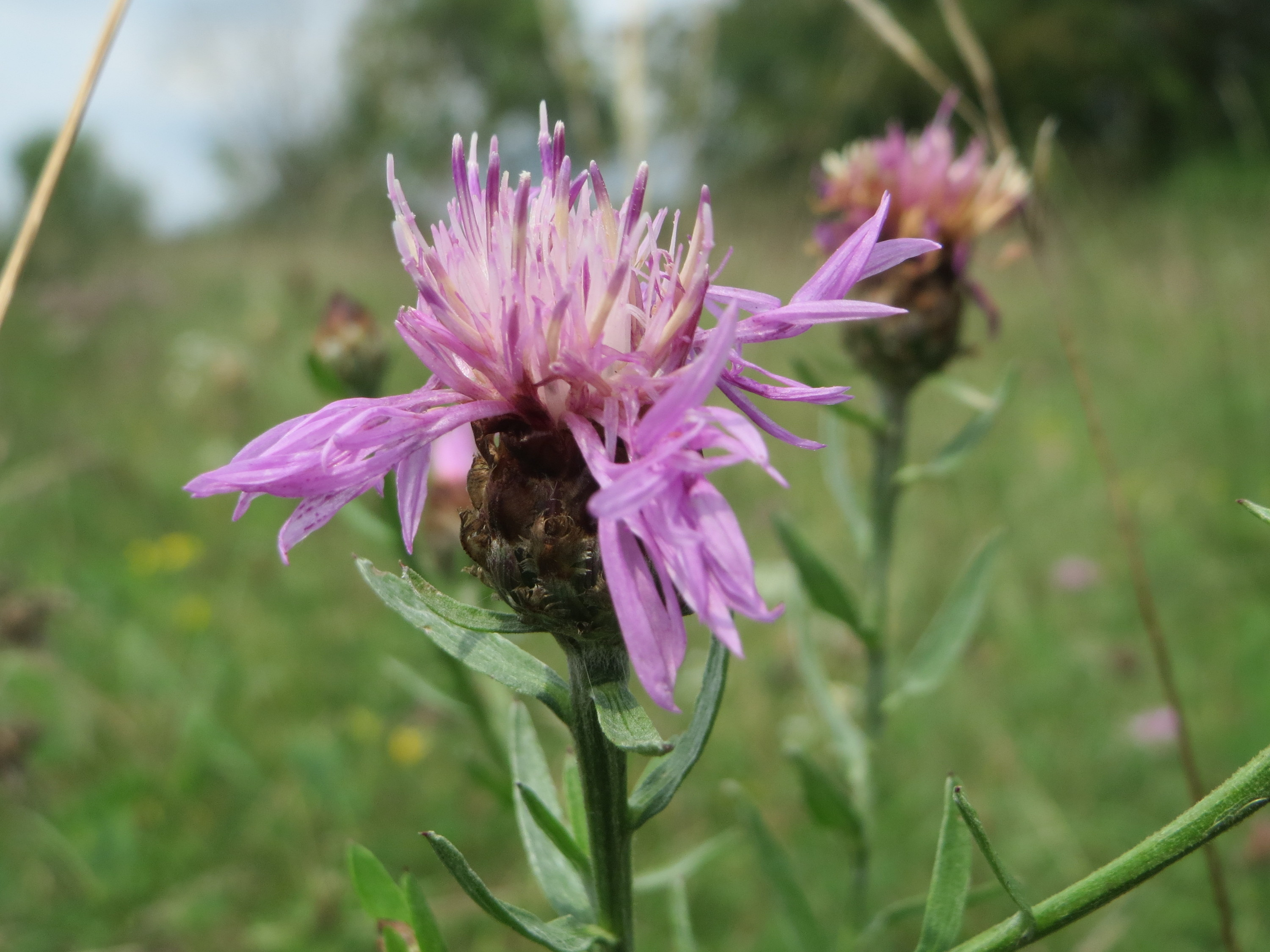
Centaurea jacea

Centaurea jacea L. - Fiordaliso stoppione: l'altezza massima è di 5 - 12 dm; il ciclo biologico è perenne; la forma biologica è emicriptofita scaposa (H scap); il tipo corologico è Eurasiatico; l'habitat tipico sono i cespuglieti, le pinete e le boscaglie aride; è una specie rara e si trova al Nord fino ad una altitudine di 1.000 m s.l.m..

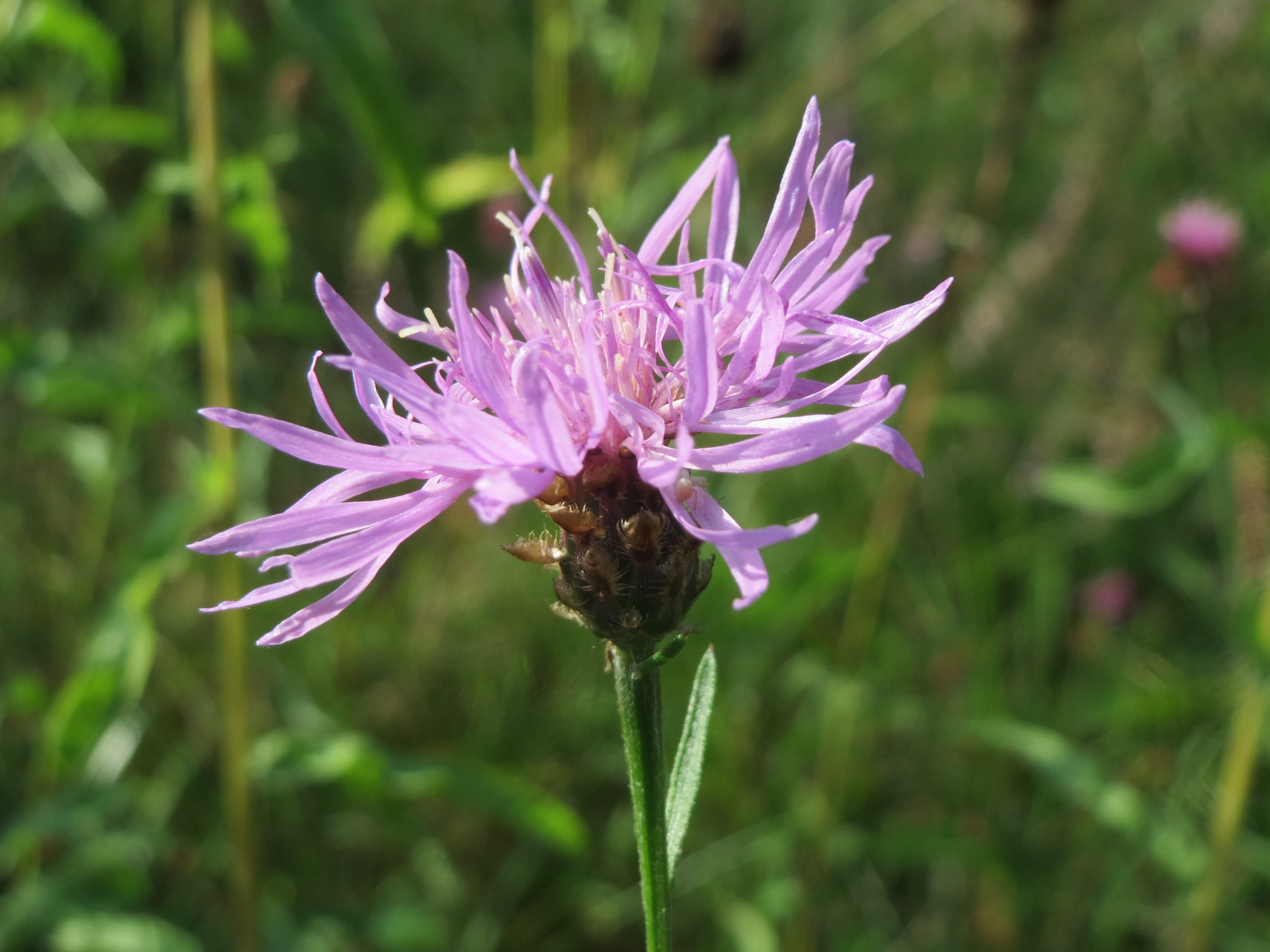
Centaurea nigrescens

Centaurea nigrescens Willd. - Fiordaliso nerastro: l'altezza della pianta è di 4 – 10 dm; il ciclo biologico è perenne; la forma biologica è emicriptofita scaposa (H scap); il tipo corologico è Europeo; l'habitat tipico per questa specie sono i prati stabili e gli incolti; la distribuzione sul territorio italiano è completa (escluse le Isole) fino ad una altitudine di 1.600 m s.l.m..

### Complesso diC. decipiens
Il portamento delle piante è perenne con altezze di 3 - 10 dm; i fusti sono eretti; le foglie sono da verdi a grigio-tomentose (da intere a pennatosette); le appendici delle brattee involucrali sono colorate da bruno-chiaro a nero; il pappo è assente o molto breve.
- 1A: il diametro dell'involucro dei capolini è di 6 - 10 mm;

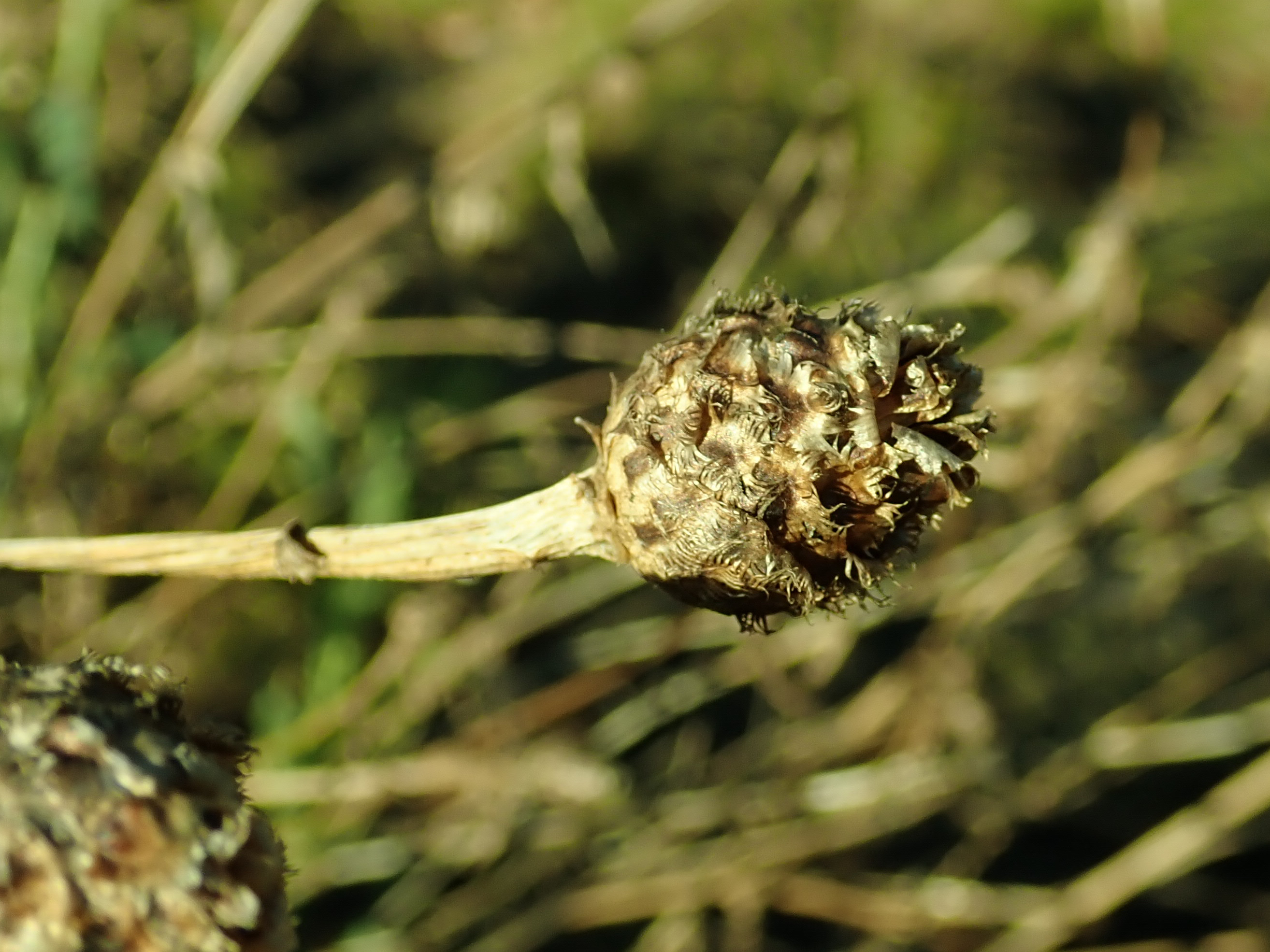
Centaurea decipiens

Centaurea microptilon Godr. & Gren - Fiordaliso a piccole appendici: l'altezza della pianta è di 3 – 10 dm; il ciclo biologico è perenne; la forma biologica è emicriptofita scaposa (H scap); il tipo corologico è Ovest-Europeo. Nota: in altre checklist botaniche questa entità è sinonimo di Centaurea nigra L. subsp. nigra; inoltre la presenza in Italia potrebbe essere dubbia.
- 1B: il diametro dell'involucro dei capolini è di 10 - 12 mm;

Centaurea decipiens  Thuill  - Centaurea ambigua: l'altezza della pianta è di 3 – 6 dm; il ciclo biologico è perenne; la forma biologica è emicriptofita scaposa (H scap); il tipo corologico è Ovest - Europeo; l'habitat tipico per questa specie sono le schiarite forestali e le praterie rase anche pietrose; la distribuzione sul territorio italiano è incerta (forse Valle d'Aosta) fino ad una altitudine di circa 1.500 m s.l.m..

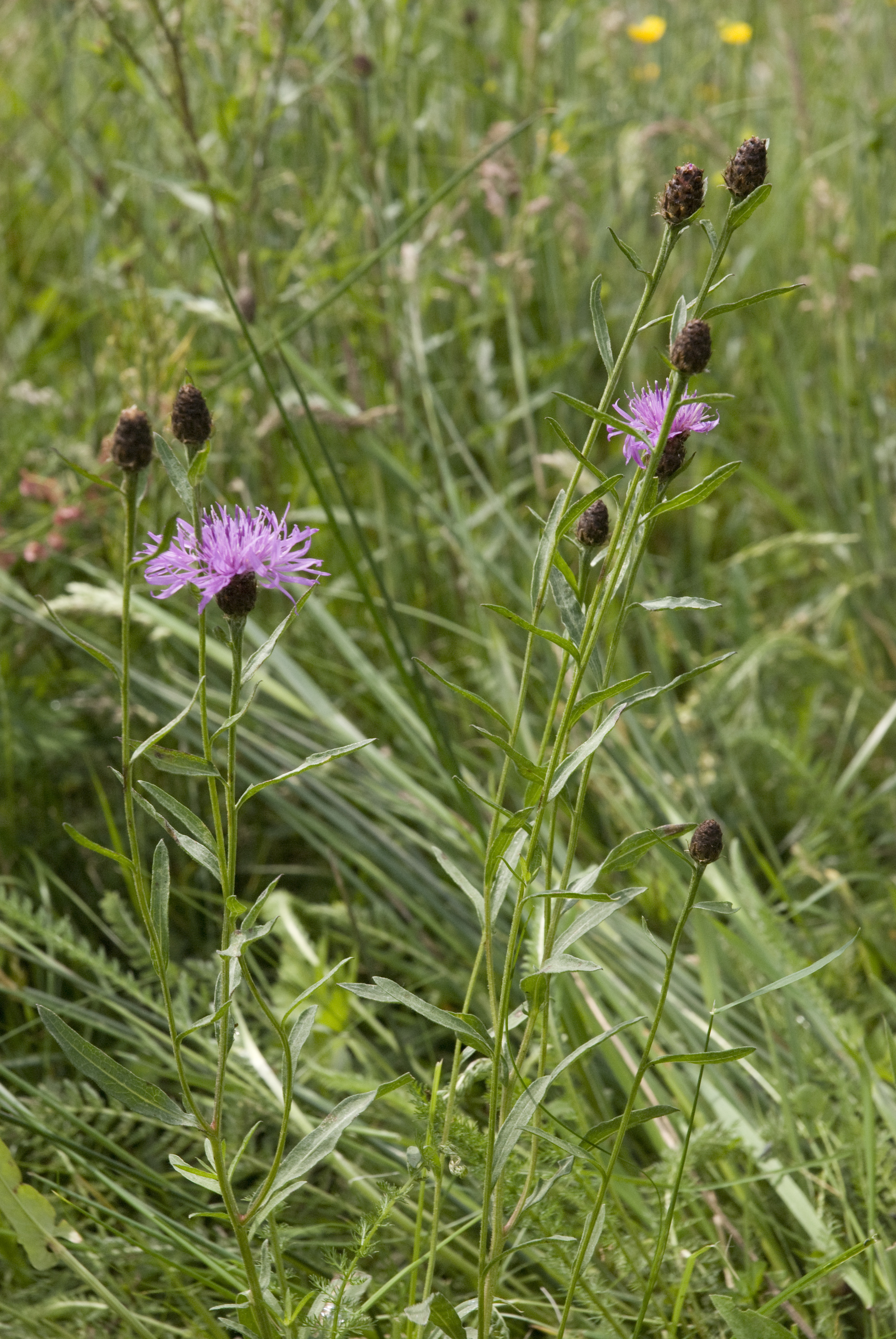
Centaurea thuillieri

Centaurea thuillieri  (Dostál) J.Duvign. & Lambinon - Fiordaliso ibrido: l'altezza massima è di 3 - 10 dm; il ciclo biologico è perenne; la forma biologica è emicriptofita scaposa (H scap); il tipo corologico è Europeo; l'habitat tipico sono i prati stabili, gli incolti e le siepi; è una specie comune e si trova al Nord e al Centro fino ad una altitudine di 1.500 m s.l.m..
Centaurea nemoralis  Jordan  - Fiordaliso boschivo: l'altezza della pianta è di 2 – 10 dm; il ciclo biologico è perenne; la forma biologica è emicriptofita scaposa (H scap); il tipo corologico è Europeo; l'habitat tipico per questa specie sono i boschi di latifoglie, le siepi e i prati magri; questa specie è distribuita nel Nord-Ovest dell'Italia fino ad una altitudine di 1.500 m s.l.m..

### Complesso diC. macroptilon
Le piante sono delle erbe perenni alte fino a 8 dm; i fusti sono eretti e ramificati nella parte inferiore; il contorno delle foglie è intero o sinuato; i capolini sono solitari con le appendici delle brattee erette o ricurve; il pappo è assente.
Centaurea macroptilon  Borbás - Centaurea a grandi appendici: l'altezza massima è di 3 - 10 dm; il ciclo biologico è perenne; la forma biologica è emicriptofita scaposa (H scap); il tipo corologico è Centro-Est-Europeo; l'habitat tipico per questa specie sono le schiarite forestali e le praterie rase anche pietrose; la distribuzione sul territorio italiano è rara ed è relativa all'estremo nord-est fino ad una altitudine di 600 m s.l.m..
Centaurea subjacea  (Beck) Hayek   - Centaurea subjacea: l'altezza della pianta è di 3 – 5 dm; il ciclo biologico è perenne; la forma biologica è emicriptofita scaposa (H scap); il tipo corologico è Centro-Europeo; l'habitat tipico per questa specie sono le praterie rase anche pietrose e i prati e pascoli mesofili; la distribuzione sul territorio italiano è incerta (forse Friuli-Venezia Giulia) fino ad una altitudine di circa 500 - 1.500 m s.l.m..

### Ciclo polimorfo diC. deusta
Le piante si presentano da verdi a bianco-verdastre; le appendici delle brattee involucrali sono intere, dentate o lacerate; i fiori sono colorati di rosso-vinoso: il pappo è presente ma è breve.
Centaurea deusta  Ten. - Fiordaliso cicalino: l'altezza massima è di 3 - 6 dm; il ciclo biologico è bienne; la forma biologica è emicriptofita bienne (H bienn); il tipo corologico è Endemico (Appenninico); l'habitat tipico sono i prati aridi e gli incolti; è una specie comune e si trova su tutto il territorio fino ad una altitudine di 1.500 m s.l.m..
- Le seguenti specie (tutte distribuite nel Sud dell'Italia) appartengono al gruppo polimorfo Centaurea deusta. Secondo Pignatti tutto il gruppo necessita di uno studio monografico approfondito.

Centaurea aspromontana  Brullo, Scelsi & Spamp.
Centaurea brulla  Greuter
Centaurea calabra  G.Caruso, S.A.Giardina, Raimondo & Spadaro
Centaurea ionica  Brullo
Centaurea nobilis  (E.Groves) Brullo
Centaurea pentadactyli  Brullo, Scelsi & Spamp.
Centaurea poeltiana  Puntillo
Centaurea sarfattiana  Brullo, Gangale & Uzunov
Centaurea scillae  Brullo
Centaurea tenacissima  (Groves) Brullo

### Aggregato diC. calcitrapa
Il ciclo biologico delle piante è perenne o bienne; i fusti sono ascendenti con ramificazioni erette o divaricate; il contorno delle foglie varia da intero a pennatifido; i capolini sono circondati dalle foglie superiori; le brattee involucrali sono pennate; gli acheni sono privi di pappo.
- 1A: i rami del fusto sono divaricati e aggrovigliati;

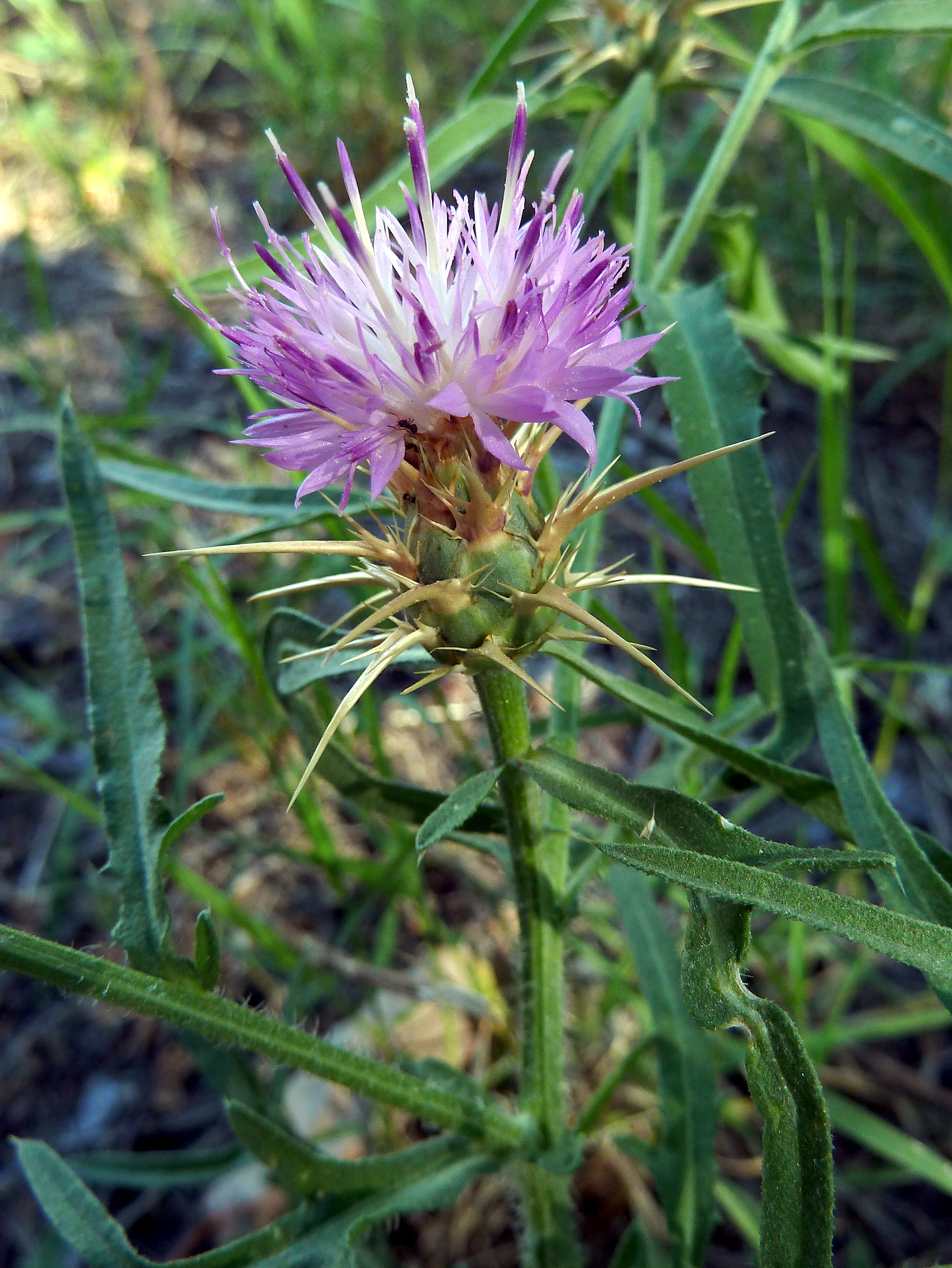
Centaurea calcitrapa

Centaurea calcitrapa L. - Fiordaliso a spine grandi: l'altezza massima è di 2 - 10 dm; il ciclo biologico è bienne; la forma biologica è emicriptofita bienne (H bienn); il tipo corologico è Endemico; l'habitat tipico sono gli incolti aridi e i vigneti lungo le vie; è una specie rara e si trova su tutto il territorio fino ad una altitudine di 1.400 m s.l.m..
Centaurea macroacantha Guss. - Fiordaliso stellato: l'altezza massima è di 2 - 10 dm; il ciclo biologico è bienne; la forma biologica è emicriptofita bienne (H bienn); il tipo corologico è Euri-Mediterraneo / Subcosmopolito; l'habitat tipico sono gli incolti aridi; è una specie molto rara e si trova solamente in Sicilia fino ad una altitudine di 800 m s.l.m..
- 1B: i rami del fusto eretti e ravvicinati;

Centaurea torreana  Ten. - Fiordaliso stellato: l'altezza massima è di 2 - 10 dm; il ciclo biologico è bienne; la forma biologica è emicriptofita scaposa (H scap); il tipo corologico è Endemico; l'habitat tipico sono gli incolti aridi; è una specie molto rara e si trova solamente in Puglia.

### Complesso diC. triumfettii
Le piante sono delle erbe perenni; la superficie varia da sparsamente pubescente e verde a grigio-biancastre; il fusto è eretto, scanalato con delle ali decorrenti dalla base delle foglie; il contorno delle foglie è lanceolato più o meno amplessicauli; gli involucri dei capolini hanno delle forme ovoidali-cilindriche; le appendici delle brattee involucrali sono brune o quasi nere; gli acheni con pappo sono pelosi.

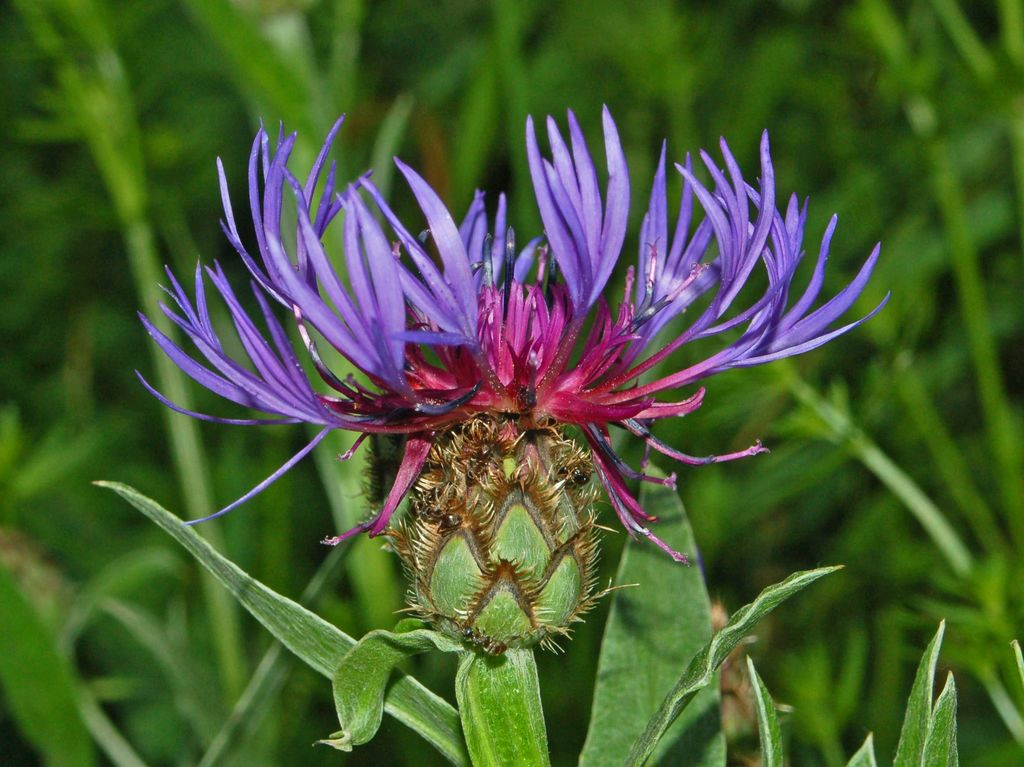
Centaurea triumfettii

Centaurea triumfettii  All. (Cyanus triumfettii (All.) Dostál ex Á.Löve & D.Löve) - Fiordaliso di Trionfetti: l'altezza massima è di 3 - 8 dm; il ciclo biologico è perenne; la forma biologica è emicriptofita scaposa (H scap); il tipo corologico è Orofita Sud e Centro Europeo; l'habitat tipico sono i pascoli aridi e le boscaglie; è una specie comune e si trova su tutto il territorio italiano fino ad una altitudine 2.400 m s.l.m..
Centaurea graminifolia  (Lam.) Muñoz Rodr. & Devesa (in Pignatti questa specie, col nome di C. variegataLam., è presente come sinonimo di Cyanus triumfetti)
Centaurea axillaris  Willd.  (Cyanus nanus (Ten.) Pignatti et Iamonico) - Fiordaliso nano: l'altezza massima è di 3 - 8 cm; il ciclo biologico è perenne; la forma biologica è emicriptofita scaposa (H scap); il tipo corologico è Endemico; l'habitat tipico sono i pascoli montani e i prati subalpini; è una specie rara e la distribuzione sul territorio italiano è relativa al Centro e al Sud (isole escluse) fino ad una altitudine compresa tra 1.800 e 2.000 m s.l.m..

## Zona alpina
Le seguenti specie di Centaurea vivono sull'arco alpino. La tabella seguente mette in evidenza alcuni dati relativi all'habitat, al substrato e alla distribuzione delle specie alpine.
| Specie | Comunità vegetali | Piani vegetazionali         | Substrato  | pH     | Livello trofico | H2O   | Ambiente                                        | Zona alpina                             |
| --- | ----------------- | --------------------------- | ---------- | ------ | --------------- | ----- | ----------------------------------------------- | --------------------------------------- |
| Centaurea aplolepa | 3                 | montano                     | Ca         | basico | basso           | arido | C2 G3                                           | IM                                      |
| Centaurea aspera | 5                 | collinare                   | Ca - Si    | neutro | medio           | arido | C1 C2 C5 G4                                     | (TO) (CN)                               |
| Centaurea calcitrapa | 2                 | collinare                   | Ca - Ca/Si | basico | alto            | secco | B1 B2                                           | tutto l'arco alpino con discontinuità   |
| Centaurea collina | 9                 | collinare                   | Ca/Si      | neutro | alto            | arido | B1 B2                                           | (IM) (SV)                               |
| Centaurea cyanus | 2                 | montano collinare           | Ca - Si    | neutro | basso           | secco | B1                                              | tutto l'arco alpino                     |
| Centaurea decipiens | 9                 | montano collinare           | Ca - Si    | neutro | medio           | medio | B6 F2                                           | (AO)                                    |
| Centaurea deusta | 9                 | collinare                   | Ca - Si    | neutro | medio           | arido | B2 C1 C2 C3                                     | Alpi centrali                           |
| Centaurea dichroantha | 9                 | montano collinare           | Ca         | basico | basso           | arido | C2 C3 I1                                        | UD PN                                   |
| Centaurea jacea | 11                | montano collinare           | Ca - Si    | neutro | medio           | medio | F3 F7 G4                                        | tutto l'arco alpino con discontinuità   |
| Centaurea jordaniana | 3                 | montano                     | Si         | acido  | basso           | secco | B6 C2 I2                                        | (Alpi occidentali ?)                    |
| Centaurea leucophaea | 9                 | montano collinare           | Ca - Ca/Si | neutro | basso           | arido | F2 G3                                           | CN IM                                   |
| Centaurea montana | 11                | subalpino montano           | Ca - Si    | basico | medio           | medio | G2 I1 I2\|tutto l'arco alpino con discontinuità |                                         |
| Centaurea nemoralis | 11                | collinare                   | Ca/Si - Si | acido  | medio           | medio | B6 F2 F3 F7                                     | (Alpi occidentali)                      |
| Centaurea nervosa | 9                 | subalpino                   | Ca - Si    | neutro | medio           | medio | F3 F5 G1 H1                                     | tutto l'arco alpino                     |
| Centaurea nigra | 9                 | montano collinare           | Si         | acido  | medio           | medio | F2 F3 F4 G1                                     | (Alpi occidentali)                      |
| Centaurea nigrescens | 11                | subalpino montano collinare | Ca - Si    | neutro | medio           | medio | F2 F3                                           | tutto l'arco alpino                     |
| Centaurea paniculata | 9                 | collinare                   | Ca - Si    | neutro | medio           | arido | B2 B5 C2 F2 G3                                  | TO IM                                   |
| Centaurea pectinata | 3                 | montano collinare           | Si         | acido  | basso           | arido | C1 C2 F2 G1 G3                                  | (Alpi occidentali ?)                    |
| Centaurea phrygia | 11                | subalpino montano           | Ca/Si - Si | neutro | medio           | medio | B2 F3 F4 F7 G4 I1                               | Alpi orientali                          |
| Centaurea rhaetica | 10                | subalpino montano           | Ca         | basico | basso           | secco | F2 F5 G1 H2 I1                                  | Alpi centrali                           |
| Centaurea rupestris | 9                 | montano collinare           | Ca         | basico | basso           | arido | F2                                              | VI TV                                   |
| Centaurea scabiosa | 9                 | montano collinare           | Ca - Ca/Si | basico | basso           | secco | F2 F7 G4                                        | tutto l'arco alpino                     |
| Centaurea solstitialis | 2                 | collinare                   | Ca - Si    | neutro | alto            | secco | B1 B2                                           | tutto l'arco alpino con discontinuità   |
| Centaurea stoebe | 9                 | montana collinare           | Ca - Si    | neutro | medio           | arido | C2 F2 F7 G4                                     | centro e orientale                      |
| Centaurea triumfettii | 11                | subalpino montana collinare | Ca - Si    | basico | medio           | secco | F2 F5 F7 G4                                     | tutto l'arco alpino                     |
| Centaurea thuillieri | 11                | montana collinare           | Ca - Si    | neutro | medio           | medio | F2 F3 F7                                        | (tutto l'arco alpino con discontinuità) |
| Centaurea uniflora | 9                 | subalpino montano           | Ca - Si    | neutro | medio           | secco | F3 F5                                           | Alpi occidentali                        |
| Centaurea valesiaca | 9                 | montano collinare           | Ca - Ca/Si | basico | basso           | arido | C1 C2 F2                                        | TO AO                                   |
| Legenda e note alla tabella. Substrato con “Ca/Si” si intendono rocce di carattere intermedio (calcari silicei e simili); vengono prese in considerazione solo le zone alpine del territorio italiano (sono indicate le sigle delle province). Comunità vegetali: 2 = comunità terofitiche pioniere nitrofile; 3 = comunità delle fessure, delle rupi e dei ghiaioni; 5 = comunità perenni nitrofile; 9 = comunità a emicriptofite e camefite delle praterie rase magre secche; 10 = comunità delle praterie rase dei piani subalpino e alpino con dominanza di emicriptofite; 11 = comunità delle macro- e megaforbie terrestri Ambienti: B1 = campi, colture e incolti; B2 = ambienti ruderali, scarpate; B5 = rive, vicinanze corsi d'acqua; B6 = tagli rasi forestali, schiarite, strade forestali; C1 = ambienti sabbiosi, affioramenti rocciosi; C2 = rupi, muri e ripari sotto roccia; C3 = ghiaioni, morene e pietraie; C5 = cave di ghiaia e pietra; F2 = praterie rase, prati e pascoli dal piano collinare al subalpino; F3 = prati e pascoli mesofili e igrofili; F4 = prati e praterie magre rase; F5 = praterie rase subalpine e alpine; F7 = margini erbacei dei boschi; G1 = lande e popolamenti a lavanda; G3 = macchie basse; G4 = arbusteti e margini dei boschi; H1 = ontaneti verdi, saliceti subalpini; H2 = boscaglie di pini montani; I1 = boschi di conifere; I2 = boschi di latifoglie |                   |                             |            |        |                 |       |                                                 |                                         |